# Liste d'attaques terroristes islamistes
Pour un article plus général, voir Terrorisme islamiste.

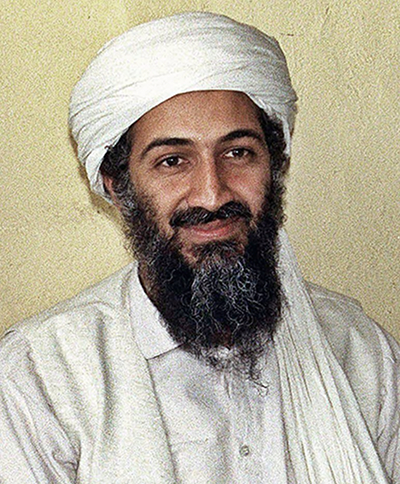
Oussama ben Laden, fondateur du réseau Al-Qaïda, déclare le « djihad » contre les États-Unis et revendique les attentats du 11 septembre 2001.

Depuis la fin du XXe siècle, des attaques terroristes islamistes sont perpétrées par les membres de diverses organisations dans le cadre du djihad qu'elles mènent dans le monde entier. Les ambitions des terroristes diffèrent selon le pays où ils opèrent. Leurs actions s'inscrivent, avant tout, dans une radicalisation de la pratique de l'islam, que ce soit dans les pays à majorité musulmane ou pas ; et dans un contexte géopolitique marqué par les guerres menées par les États-Unis : la première et la seconde guerre du Golfe, la Guerre d'Afghanistan (2001-2021) ou celles concernant d'autres pays, telles que le conflit israélo-palestinien et les guerres de Tchétchénie, en plus des guerres civiles en Syrie et en Irak.
Dans ce contexte, les attaques listées ci-dessous s'inscrivent, soit dans une démarche de déstabilisation d'un État, en représailles à sa politique ou à ses valeurs, soit dans une démarche de conquête de tout ou partie d'un territoire. Les terroristes ont recours à différentes tactiques, dont les attentats-suicides, les attentats à la bombe, les tueries à la chaîne, les détournements d'avions ou de bateaux, les enlèvements et assassinats. Cette liste, non exhaustive, fait état de plus de 19 910 morts en octobre 2020.

## XXesiècle

### Avant 1980
- Arabie saoudite : du 20 novembre au 3 décembre 1979, prise de la Grande Mosquée de La Mecque par un groupe armé. Le bilan après l'assaut des forces de sécurité est de 244 morts au total et plus de 450 blessés parmi les forces de sécurité saoudiennes.

### Années 1980

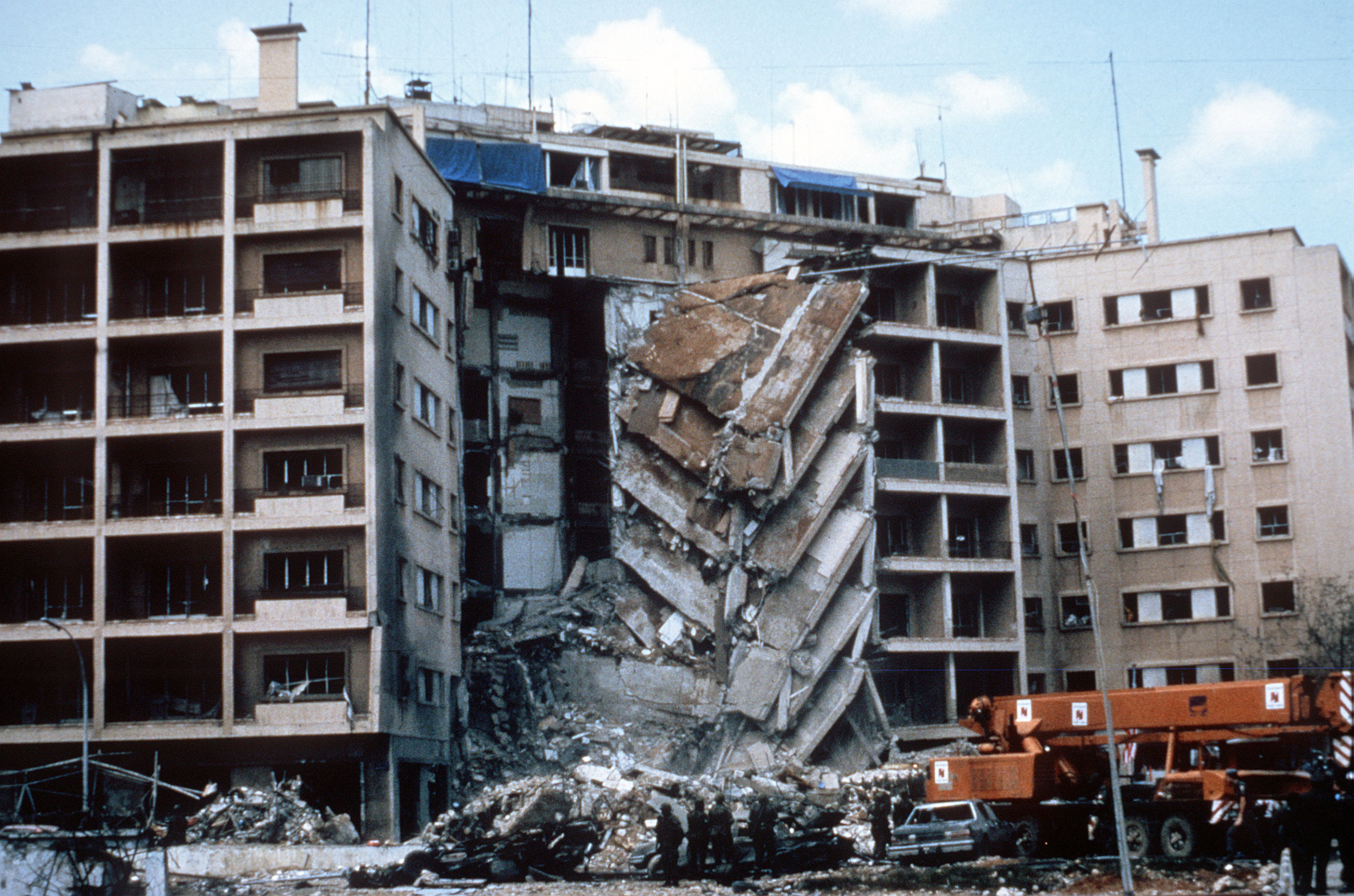
Photographie des dégâts causés à l'ambassade américaine à Beyrouth après avoir été attaquée en 1983.

- Liban : le 18 avril 1983, attaque contre l'ambassade américaine à Beyrouth par l'Organisation du Jihad islamique : 63 morts, 120 blessés[1].
- Liban : le 23 octobre 1983, attentats à Beyrouth par l'Organisation du Jihad islamique : 307 morts, 75 blessés.
- Koweït : le 12 décembre 1983, attentat-suicide à la grenade par le Hezbollah. Une attaque coordonnée contre six installations étrangères et koweïtiennes, incluant deux ambassades, l'aéroport, et la principale usine pétro-chimique du pays, notable pour les dommages qu'elle aurait pu avoir causé : 6 morts[2].
- Liban : le 20 septembre 1984, attaque contre une annexe de l'ambassade américaine à Beyrouth : 24 morts[3].
- France : le 17 septembre 1986, attentat de la rue de Rennes : sept morts et cinquante-cinq blessés, dernier et plus meurtrier d'une série de quatorze attentats du Hezbollah.
- Israël : le 7 juillet 1989, attentat-suicide du bus 405, reliant Tel Aviv à Jérusalem, aux environs de Kiryat-Yéarim : 16 morts[4].

### Années 1990

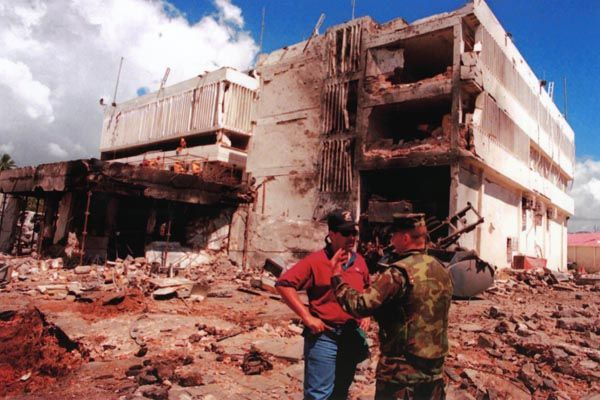
L'ambassade de Dar es Salaam à la suite de l'attentat.

- Algérie : le 26 août 1992, Attentat de l’aéroport Houari Boumédiène d’Alger : 9 morts, 128 blessés[5].
- États-Unis : le 26 février 1993, attentat au World Trade Center à New York : 6 morts, 1 042 blessés[6].
- Inde : le 12 mars 1993, attentats du 12 mars 1993 à Bombay : 257 morts, 700 blessés.
- Turquie : le 2 juillet 1993, massacre de Sivas, une ville du centre de la Turquie. L'incendie volontaire a entraîné la mort de 35 personnes, dont 33 intellectuels alévis.
- Algérie : le 21 mars 1994, Attentat contre L'Hebdo libéré : 3 morts, 2 blessés[7].
- Algérie, puis France : le 24 décembre 1994, prise d'otages du vol Air France 8969 à Alger par 3 membres du Groupe islamique armé et d'autres terroristes : 7 morts, dont 4 terroristes[8].
- Algérie : le 30 janvier 1995, Attentat contre le commissariat central d'Alger : 42 morts, 256 blessés[9].
- France : en 1995, attentats de 1995 en France qui font 8 morts et plus de 150 blessés.
- Algérie : le 11 février 1996, Attentat contre Le Soir d'Algérie : 29 morts.
- Arabie saoudite : le 25 juin 1996, attentat des tours de Khobar qui fait 20 morts et 372 blessés[10].
- France : le 3 décembre 1996, attentat à la gare de Port-Royal du RER B qui fait quatre morts et 91 blessés.
- Égypte : le 17 novembre 1997, massacre de Louxor par six terroristes déguisés en forces de sécurité qui attaquent les touristes du site archéologique de Deir el-Bahari, qui fait 62 morts et 26 blessés[11]
- Inde : le 14 février 1998, un total de 58 personnes sont tuées et plus de 200 blessées par 12 attentats à la bombe opérés dans 11 lieux différents, dans la ville de Coimbatore. Ces attentats sont attribués au groupe Al Ummah (en)[12],[13].
- Tanzanie et Kenya : le 7 août 1998, attentats des ambassades américaines en Tanzanie et au Kenya qui font 224 morts, et plus de 4 000 blessés[14].

## XXIesiècle

### Années 2000

#### 2000
- Yémen : le 12 octobre 2000, attentat contre l'USS Cole dans le port yéménite d'Aden, 17 marins américains sont tués et 39 sont blessés[15].
- Inde : le 22 décembre 2000, attaque terroriste sur Fort Rouge à Delhi.
- Indonésie : le 24 décembre 2000, attentats du réveillon de Noël de l'an 2000 en Indonésie contre des églises dans huit villes, 18 morts[16].

#### 2001
- États-Unis : le 11 septembre 2001, attentats revendiqués par Al-Qaïda. 4 avions détournés par 19 terroristes, deux percutent le World Trade Center, un s'écrase sur le Pentagone et un s'écrase au sud-est de Pittsburgh, en Pennsylvanie, 2 977 morts et 6 291 blessés.

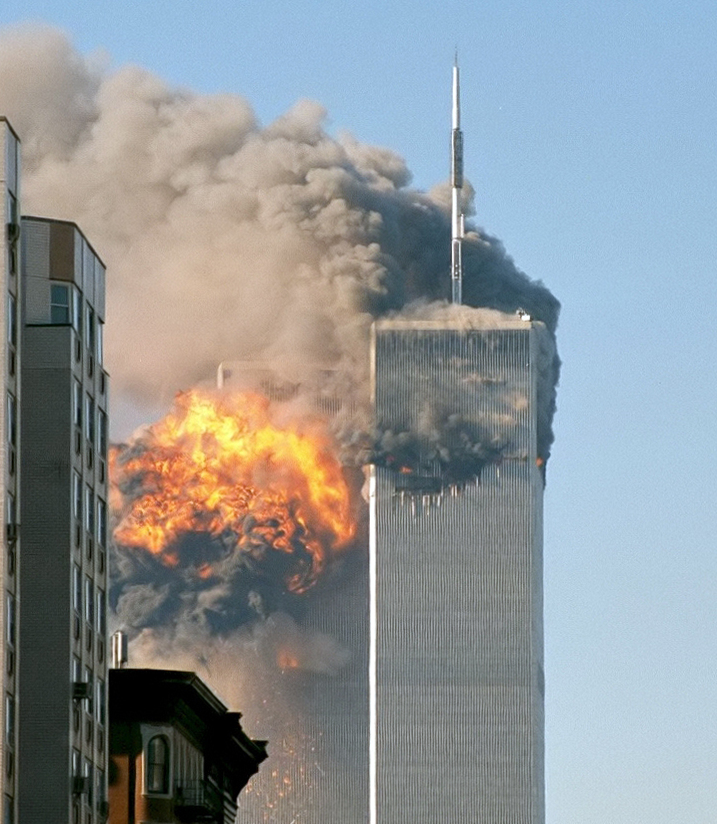
La face nord du World Trade Center (tour sud) immédiatement après avoir été frappée par le Vol United Airlines 175.

- Inde : le 1er octobre 2001, à l'assemblée législative de Jammu-et-Cachemire  à Srinagar un attentat-suicide fait 40 morts.
- Inde : le 13 décembre 2001, un attentat-suicide au Parlement indien à New Delhi attribué à deux organisations terroristes islamistes basées au Pakistan, Jaish-e-Mohammed et Lashkar-e-Toiba fait 7 morts et 12 blessés[17],[18].

#### 2002
- Inde : le 22 janvier 2002, une attaque sur un centre culturel américain (en) à Calcutta fait 4 tués et 16 blessés parmi les policiers ; elle est revendiquée par le Harkat-ul-Jihad-al-Islami et un autre groupe, les Asif Raza Commandos[19].
- Inde : les 30 mars 2002 et 24 novembre 2002, deux attentats contre le temple Raghunath (en), sanctuaire hindou au Jammu, font respectivement 11 et 14 tués.
- Tunisie : le 11 avril 2002, attentat-suicide qui vise la synagogue de la Ghriba à Djerba, 19 morts et 30 blessés.
- Inde : le 14 mai 2002, trois terroristes attaquent un bus touristique à proximité de la ville de Kaluchak dans l’état indien de Jammu-et-Cachemire.
- Inde : le 13 juillet 2002, des militants islamiques tuent 29 ouvriers hindous à Qasim Nagar dans la périphérie de Jammu.
- Indonésie : le 12 octobre 2002, attentats de Bali dans le quartier touristique de Kuta, 202 morts et 240 blessés[20].
- Inde : le 24 septembre 2002, attaque sur le temple Akshardham de Gandhinagar.
- Russie : du 23 au 26 octobre 2002, prise d'otages du théâtre de Moscou, 130 morts (et 40 terroristes).

#### 2003
- Maroc : le 16 mai 2003, attentats de Casablanca, 33 civils sont tués et 100 sont blessés.
- Indonésie : le 5 août 2003, attentat à l'hôtel Marriott de Jakarta. Un attentat-suicide à la voiture piégée cause la mort de 12 personnes et fait 150 blessés.
- Inde : le 25 août 2003, deux attentats à la voiture piégée provoquent la mort de 54 personnes et font 244 blessés à Bombay.
- Turquie : du 15 au 20 novembre 2003, attentats-suicides d'Istanbul, visant des synagogues, le consulat britannique et un immeuble de la banque HSBC, 57 morts et 700 blessés.

#### 2004
- Espagne : le 11 mars 2004, attentats de Madrid. Plusieurs explosions de bombes, posées par des islamistes marocains, se sont produites dans des trains de banlieue, provoquant la mort de 191 personnes et la blessure de 1 800 autres[21],[22].
- Russie : le 1er septembre 2004, prise d'otages de Beslan, 344 civils sont tués, dont 186 enfants[23].
- Indonésie : le 9 septembre 2004, attentat contre l'ambassade australienne de Jakarta (en). Un terroriste fait exploser une fourgonnette de livraison à l'extérieur de l'ambassade australienne, tuant 9 personnes et en blessant plus de 150 autres. L'action est attribuée à la Jemaah Islamiyah[24].
- Pays-Bas : le 2 novembre 2004, assassinat de Theo van Gogh par Mohammed Bouyeri, un citoyen néerlandais d'origine marocaine réagissant à ce qu'il considère comme blasphème contre l'islam[25].

#### 2005

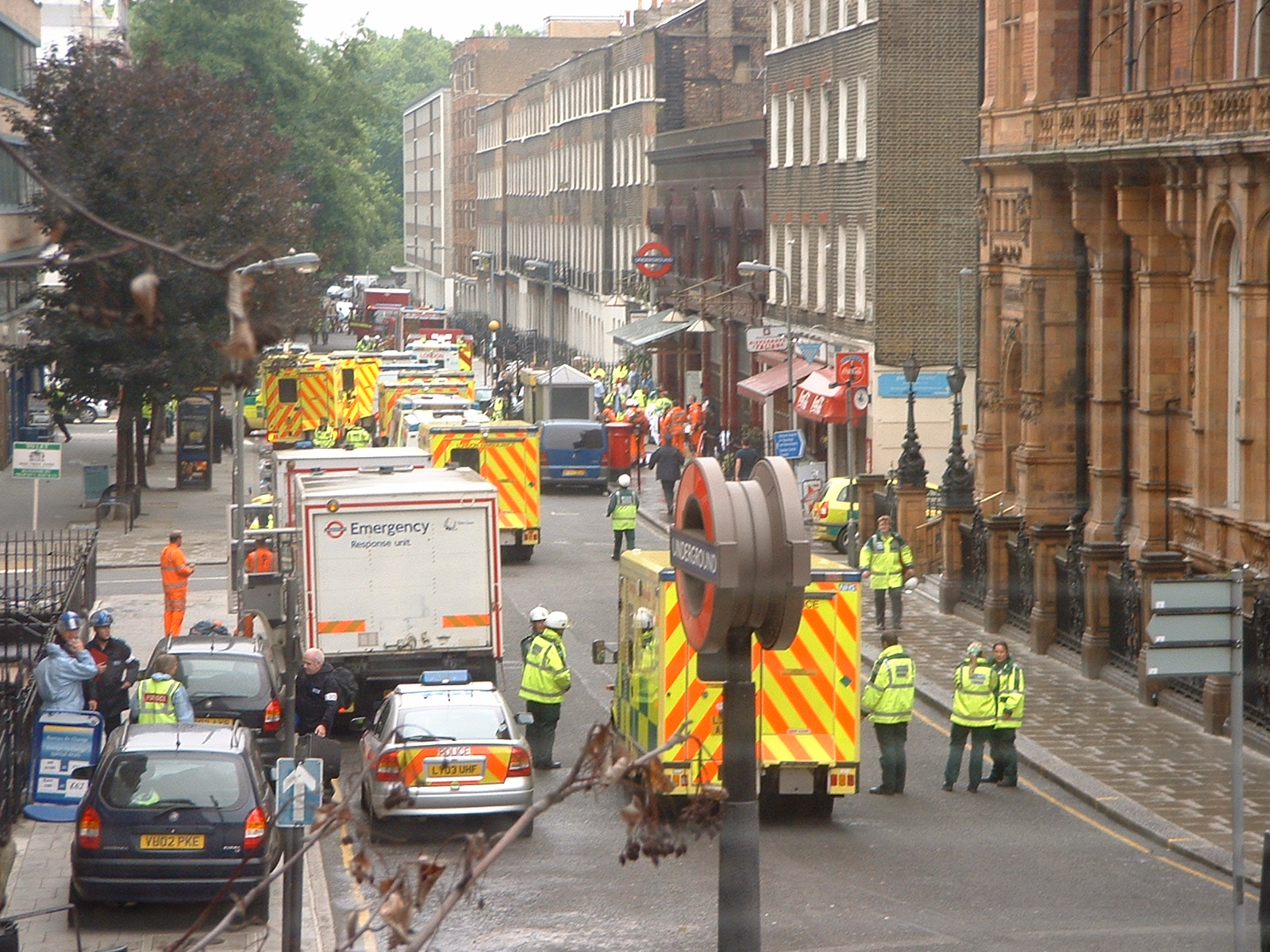
attentats dans le métro de Londres.

- Inde : le 5 juillet 2005, attaque sur le temple hindou de Rāma à Ayodhya qui fait 6 morts.
- Royaume-Uni : le 7 juillet 2005, plusieurs attentats dans le métro de Londres par quatre terroristes provoquent la mort de 56 personnes et en blessent 700 autres.
- Égypte : le 23 juillet 2005, attentats de Charm el-Cheikh, une station balnéaire égyptienne, causant la mort de 88 personnes et en blessant 200 autres.
- Indonésie : le 1er octobre 2005, attentats de Bali à Jimbaran et Kuta. Une série d'attentats à la bombe tue 20 personnes et en blesse plus de 100 autres.
- Inde : le 29 octobre 2005, attentats à New Delhi. Plus de 62 morts et 210 blessés dans une série de trois attaques opérées dans des marchés bondés et dans un bus[26].
- Jordanie : le 9 novembre 2005, série d'attentats terroristes coordonnés dans des hôtels de Amman, la capitale de la Jordanie ; 62 morts (dont 3 attaquants) et 115 blessés[27]. Quatre attaquants, comprenant un mari et sa femme, sont impliqués[28].
- Inde : le 7 mars 2006, série d'attentats à la bombe qui survient dans la ville sainte hindoue de Varanasi, causant la mort de 28 personnes et faisant 101 blessés.

#### 2006
- Inde : le 30 avril 2006, massacre de Doda. Trente-cinq hindous tués par des terroristes dans le district de Doda au Jammu-et-Cachemire.
- Inde : le 11 juillet 2006, attentats à Bombay. Sept attentats à la bombe sur une période de onze minutes sont commis en fin de journée à l'heure de pointe dans des gares et trains de banlieue de Bombay : 209 morts et plus de 700 blessés[29].

#### 2007
- Algérie : le 11 avril 2007, attentats d'Alger, 33 morts et plus de 200 blessés.
- Inde : le 13 mai 2007, attentats de Jaipur. Sept bombes dans la ville touristique indienne de Jaipur explosent : 63 morts et 216 blessés[30].
- Royaume-Uni : le 30 juin 2007, attentat contre l'aéroport international de Glasgow, 5 blessés.
- Irak : le 14 août 2007, attentats de Qahtaniya. Quatre attentats-suicides dans deux villes à prédominance Yazidi dans nord de l'Irak font 796 morts et 1 562 blessés[31].
- Algérie : les 7 et 8 septembre 2007, attentat de Batna et de Dellys, 56 morts et plus de 160 blessés.
- Algérie : le 11 décembre 2007, attentats d'Alger, au moins 37 morts.

#### 2008
- Inde : le 26 juillet 2008, attentats d'Ahmedabad : 56 morts et plus de 200 blessés[32].

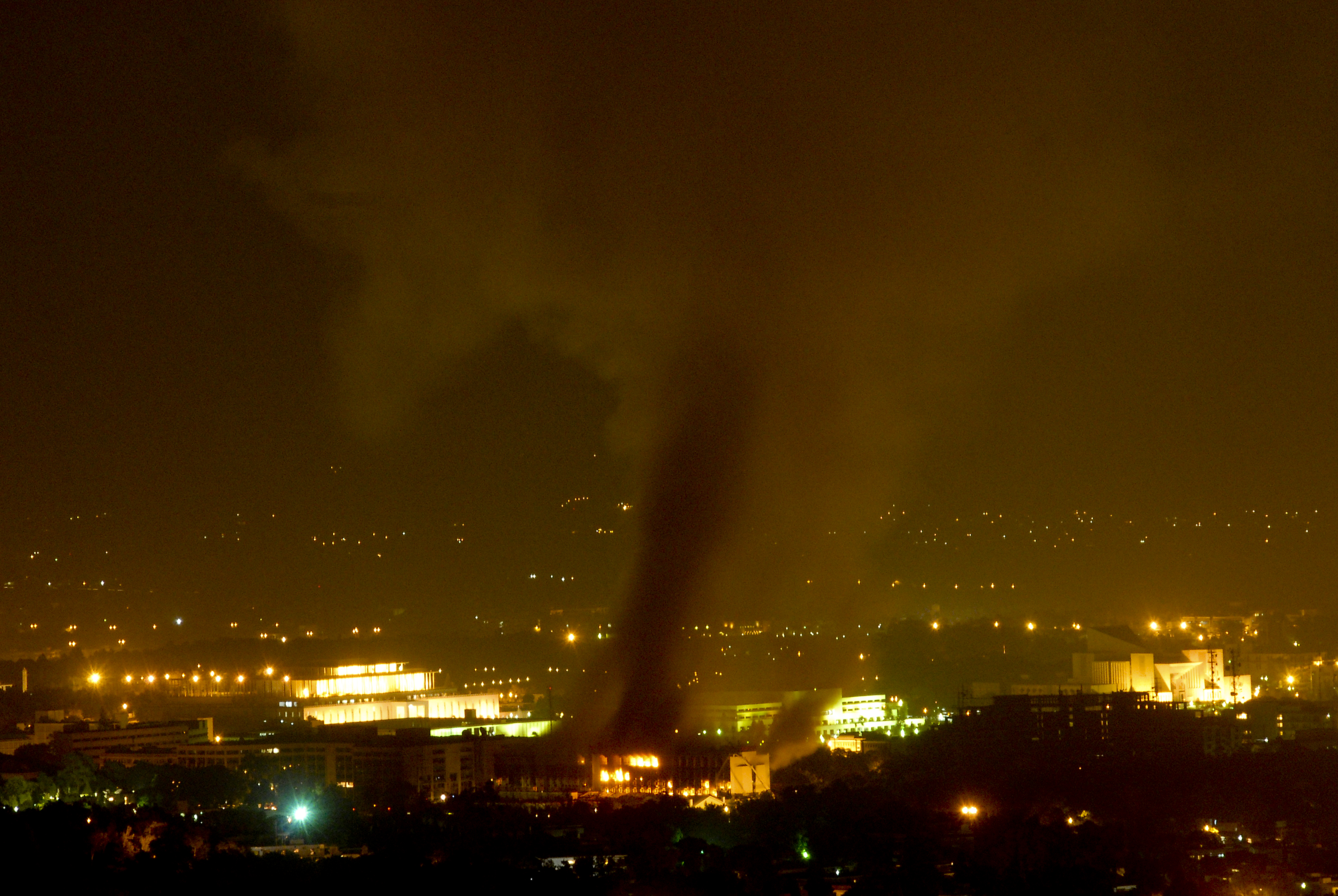
Attentat de l'hôtel Marriott d'Islamabad, au Pakistan.

- Inde : le 13 septembre 2008, attentats de Delhi. Un groupe extrémiste pakistanais pose des bombes à plusieurs endroits, comprenant la Porte de l'Inde, à partir desquels, les explosifs placés à Karol Bagh, Connaught Place et Greater Kailash explosent, laissant environ 30 morts et 130 blessés. Une autre attaque survient deux semaines plus tard dans la zone de Mehrauli et fait 3 morts.
- Pakistan : le 20 septembre 2008, attentat de l'hôtel Marriott d'Islamabad par le groupe Fedayan-i-Islam. Un camion piégé fait 55 morts et plus de 200 blessés.
- Inde : le 27 septembre 2008, attentat de Delhi. Une explosion dans le marché électronique de Mehrauli, appelé Sarai, fait 3 morts et 23 blessés.
- Inde : attaques à Bombay du 26 au 29 novembre 2008 : des extrémistes musulmans tuent au moins 166 personnes et blessent de nombreux autres civils dans une série d'attaques coordonnées sur la capitale financière de l'Inde, Bombay. Le gouvernement Indien a accusé le groupe militant basé au Pakistan, Lashkar-e-Toiba, et a déclaré que les terroristes tués ou capturés étaient des citoyens du Pakistan, une revendication que le gouvernement pakistanais a d'abord démenti mais a ensuite accepté lorsque des preuves ont été apportées. Ajmal Kasab, l'un des terroristes, a été capturé et condamné à mort par pendaison[33],[34].

#### 2009
- Égypte : le 22 février 2009, une bombe explose près d'un café en bordure du souk Khan el-Khalili du Caire : 25 blessés, une française de 17 ans est tuée[35].
- États-Unis : le 1er juin 2009, fusillade au bureau de recrutement de Little Rock par Abdulhakim Muhajid Muhammad : 1 mort et 1 blessé.
- Somalie : le 18 juin 2009, Attentats de Beledweyne par Al-Shabbaab : 35 morts.
- Indonésie : le 17 juillet 2009, attentats de Jakarta à Mega Kuningan. Des terroristes frappent les hôtels Marriott et Ritz-Carlton : 7 morts et 53 blessés.
- États-Unis : le 5 novembre 2009, fusillade de Fort Hood, près de Killeen dans le Texas, 13 morts et 33 blessés.

### Années 2010

#### 2010
- Russie : le 29 mars, attentats du métro de Moscou : 40 morts, 102 blessés. L'Émirat du Caucase revendique l'attaque[36].
- Pakistan : le 28 mai, attaques de Lahore. Tehrik-e-Taliban Pakistan revendique les attentats sur deux mosquées appartenant à la communauté musulmane Ahmadiyya, tuant près de 100 personnes et en blessant beaucoup d'autres[37].
- Ouganda : attentats de Kampala du 11 juillet 2010.
- Inde : le 7 décembre, attentat à Varanasi faisant 2 morts et 37 blessés.
- Suède : le 11 décembre, attentats de Stockholm, deux bombes explosent dans le centre de Stockholm, tuant le terroriste et blessant légèrement deux personnes.

#### 2011

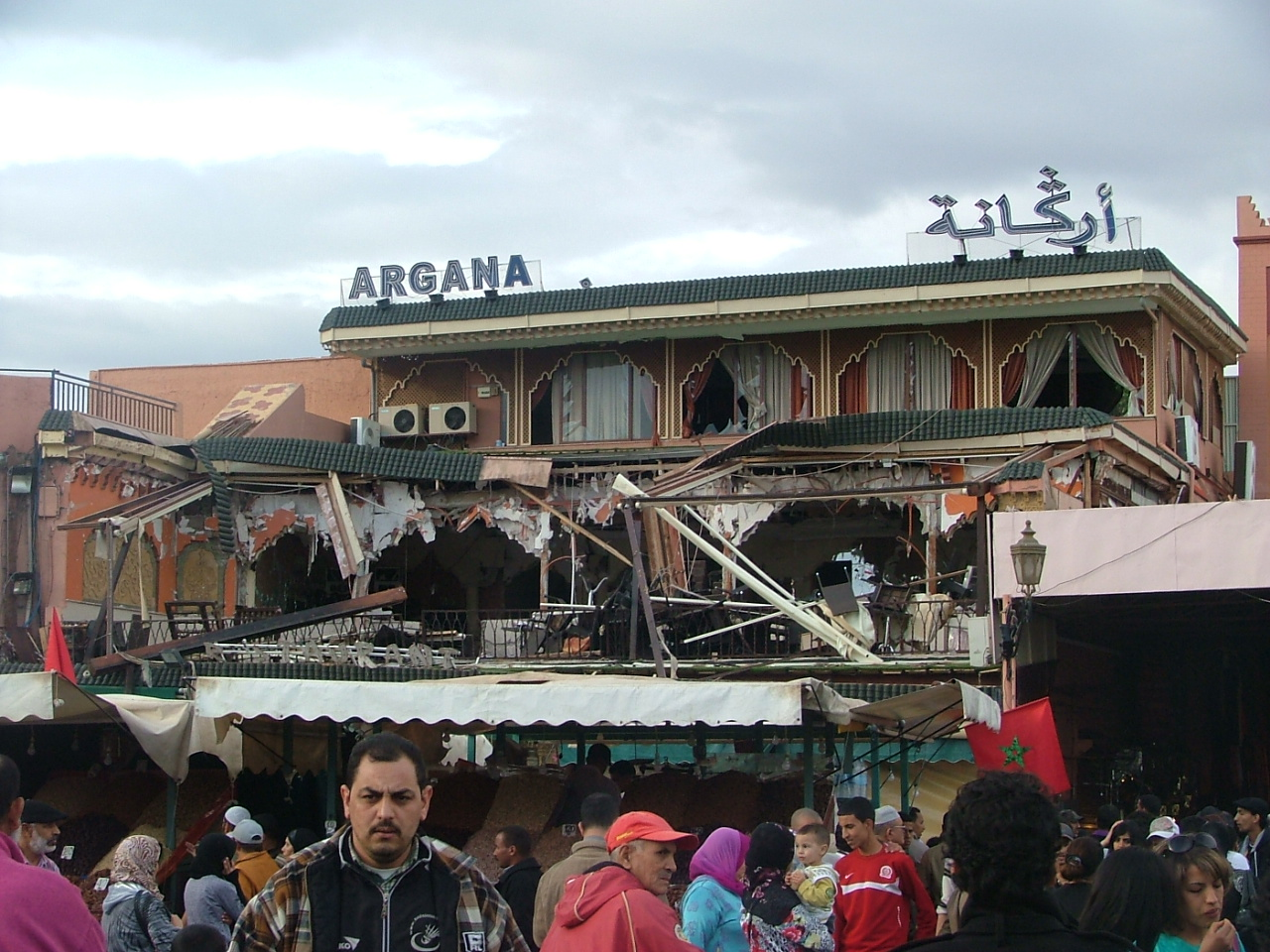
Attentat du 28 avril 2011 à Marrakech.

- Égypte : l'Attentat du 1er janvier 2011 à Alexandrie est perpétré devant une église copte d'Alexandrie où s'était réunie une foule célébrant le nouvel an. L'attentat tue au moins 21 personnes et en blesse 79 autres.
- Russie : le 21 janvier, attentat à l'aéroport Domodedovo, 37 morts, 172 blessés[38].
- Allemagne : le 2 mars, fusillade à l'aéroport de Francfort faisant 2 morts et 2 blessés.
- Maroc : le 28 avril, attentat d'Argana faisant 17 morts et 24 blessés.
- Chine : le 18 juillet, attaque d'Hotan. Un groupe de 18 jeunes hommes ouïghours qui s'opposaient à la campagne locale du gouvernement contre le port du voile intégral commet une série d'attentats à la bombe et au couteau. Le groupe occupe ensuite un poste de police sur Nuerbage Street, tue deux agents de sécurité et fait huit otages. Les assaillants ont crié des slogans religieux, comprenant ceux associés au djihadisme : 4 morts, 4 blessés.
- Chine : les 30 juillet et 31 juillet, massacre de Kachgar. Des hommes ouïgours détournent un camion, tuent son conducteur et foncent dans une foule de piétons. Ils sortent ensuite du véhicule pour attaquer les piétons avec des couteaux. Le 31 juillet, une série de deux explosions déclenche un incendie dans un restaurant : 15 morts, 42 blessés.
- Nigeria : le 25 décembre, attentats au Nigeria. Des fusillades et des déflagrations perpétrés contre des églises ont lieu à Madalla, Jos, Gadaka, et Damaturu. Plus de 41 personnes y trouvent la mort[39].

#### 2012

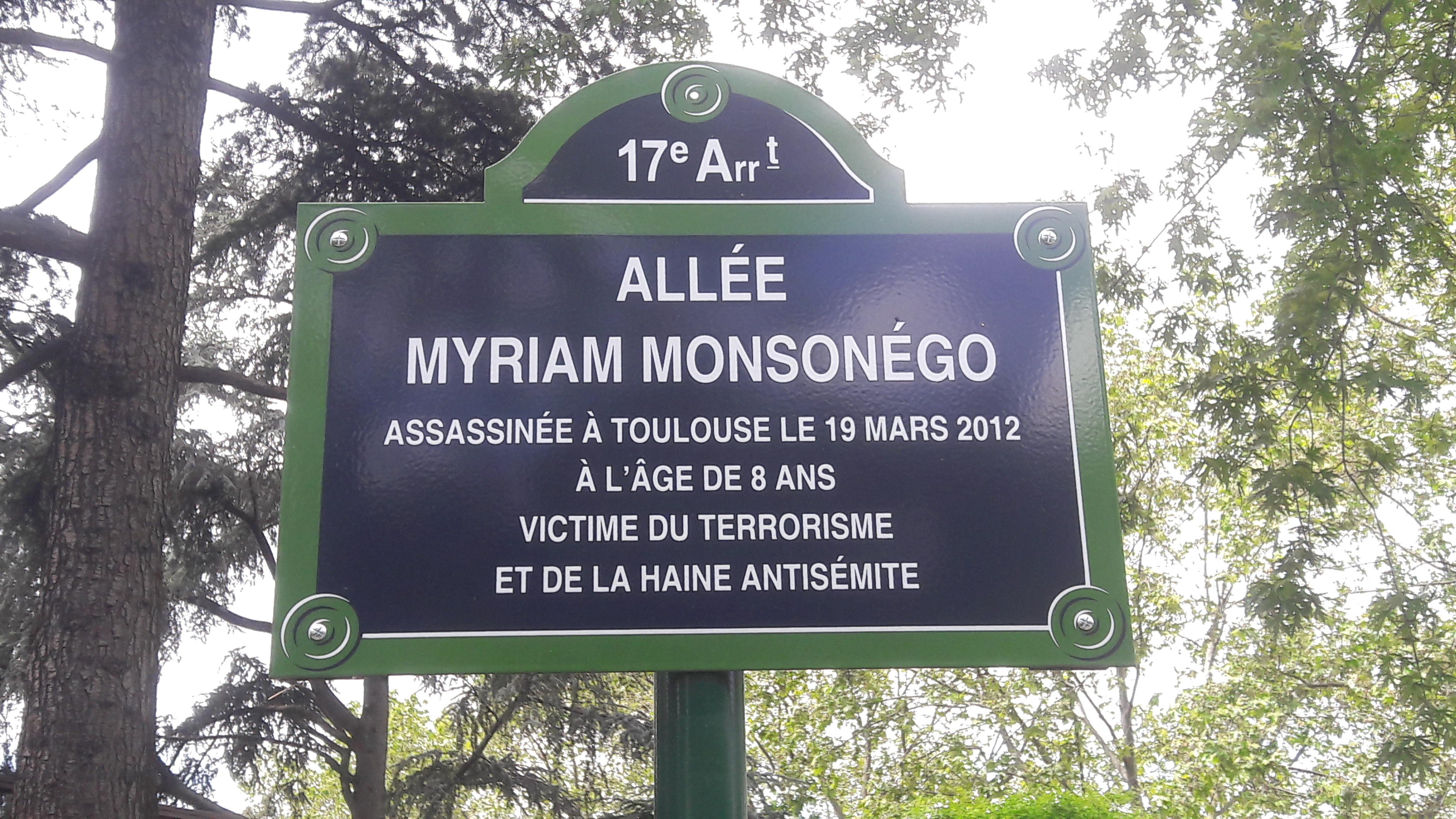
Plaque à Paris en hommage à l'écolière juive Myriam Monsonégo, 8 ans, assassinée le 19 mars 2012 par Mohammed Merah lors des tueries à Toulouse et Montauban.

- Irak : le 5 janvier, attentats à Bagdad et Nassiriya, par l'État islamique faisant 73 morts et 149 blessés.
- Thaïlande : le 14 février, série d'explosions a lieu à Bangkok qui fait 5 blessés.
- Irak : le 23 février, attaques à Bagdad par l'État islamique faisant 83 morts et environ 250 blessés.
- Irak : le 20 mars, attaques à Bagdad et dans 9 autres villes par l'État islamique faisant 52 morts et environ 250 blessés.
- France : les 11, 13 et 19 mars, les tueries à Toulouse et Montauban font 7 morts dont 3 enfants et 6 blessés.
- Russie : le 3 mai, attaque de Makhatchkala faisant 14 morts (comprenant 2 terroristes), 130 blessés[40].
- Bulgarie : le 18 juillet, attentat anti-israélien en Bulgarie faisant 7 morts (comprenant le terroriste) et 32 blessés.
- Russie : le 28 août, attentat suicide dans la maison d'un cheikh au Daguestan faisant six morts.
- Libye : le 11 septembre, attaque de Benghazi contre le consulat des États-Unis faisant 4 morts et 11 blessés.

#### 2013
- Algérie : du 16 au 19 janvier – Prise d'otages d'In Amenas, mort de 38 otages et de 32 terroristes.
- Inde : le 11 février, explosions à Hyderabad, deux attentats à la bombe tuent 16 personnes et en blessent 119 autres.
- États-Unis : le 15 avril, attentats du marathon de Boston. Deux frères, Tamerlan et Dzhokhar Tsarnev, posent deux bombes près de la ligne d'arrivée du marathon de Boston. L'explosion fait trois morts et blesse 264 personnes[41].
- Turquie : le 11 mai, attentats de Reyhanlı faisant 52 morts et 140 blessés.
- Royaume-Uni : le 22 mai, deux djihadistes nigérians armés de couperets tuent l'officier britannique Lee Rigby à Woolwich. Ils l'ont renversé en voiture, l'ont achevé de plusieurs coups à l'arme blanche puis ont tenté de le décapiter[42].
- France : le 23 mai, un extrémiste islamiste armé d'un couteau attaque et blesse un militaire français dans le quartier d'affaires de la Défense près de Paris[43].
- Kenya : le 21 septembre, attaque du centre commercial Westgate faisant 67 morts et 175 blessés[44],[45],[46].
- Pakistan : le 22 septembre, attaque de l'église Peshawar faisant plus de 80 morts et 250 blessés.
- Nigeria : le 29 septembre, massacre de Gujba, 44 étudiants sont assassinés par Boko Haram.
- Chine : le 28 octobre, attaque de la place Tian'anmen. Un véhicule fonce dans la foule et prend feu : 5 morts, 38 blessés.

#### 2014

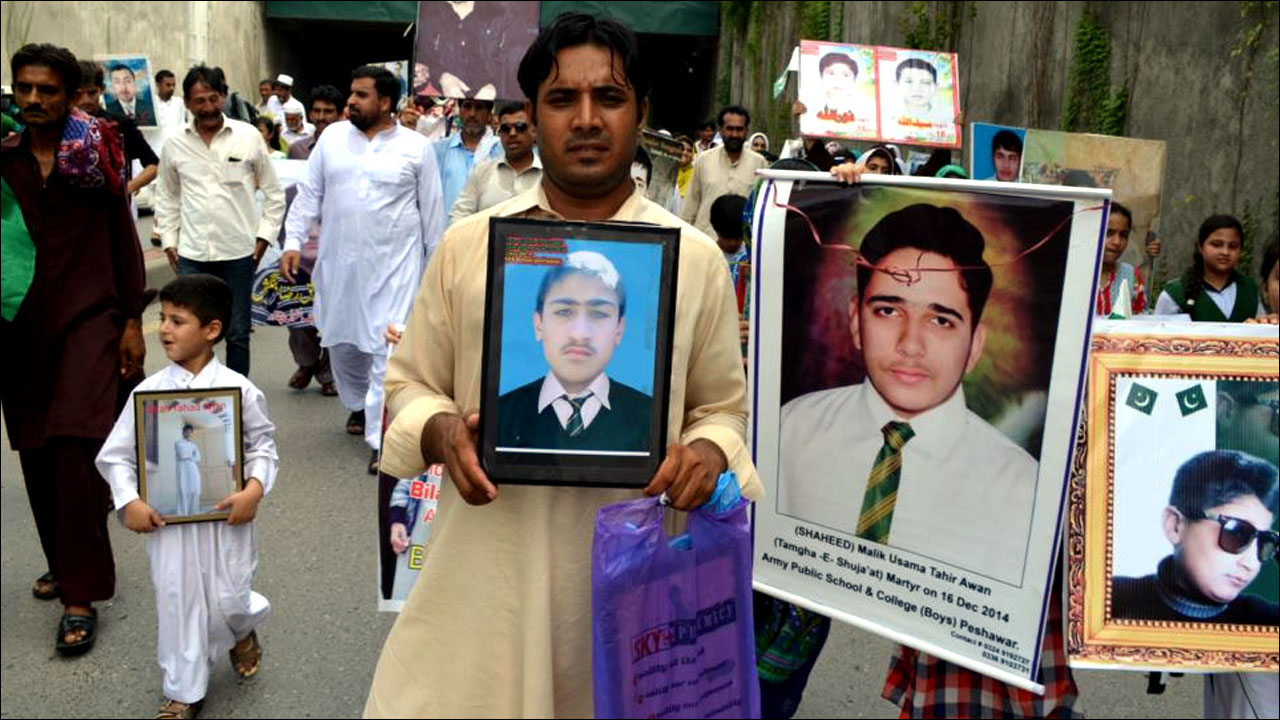
Familles tenant le portrait de leur enfant tué lors du massacre de l'école militaire de Peshawar, revendiqué par les talibans pakistanais.

- Nigeria : le 14 février, massacre de Borno. Au moins 200 tués par Boko Haram[47].
- Chine : le 1er mars, attentat de la gare de Kunming. Un groupe de huit personnes attaque des civils à la gare de Kunming : 28 morts, 143 blessés.
- Nigeria : le 14 avril, enlèvement des lycéennes de Chibok. Un groupe de Boko Haram enlève 276 lycéennes venues passer leurs examens dans leur lycée. Plus de deux ans et demi plus tard l'immense majorité d'entre elles n'ont été retrouvées ni vivantes, ni mortes. Il est vraisemblable que beaucoup ont été converties à l'islam et mariées de force.
- Chine : le 30 avril, deux assaillants attaquent les passagers et font exploser la gare d'Ürümqi : 3 morts, 79 blessés.
- Nigeria : le 20 mai, attentat de Jos : 118 morts et plus de 56 blessés[48].
- Chine : le 22 mai, attentat d'Ürümqi. Deux véhicules transportant cinq assaillants attaquent un marché public fréquenté majoritairement par l'ethnie han. Une douzaine d'explosifs sont lancés à partir des véhicules en direction des personnes présentes. Les deux véhicules entrent ensuite en collision l'un contre l'autre et explosent : 39 morts, et plus de 90 blessés.
- Belgique : le 24 mai, attentat du Musée juif de Belgique. Un Français d'origine algérienne, Mehdi Nemmouche, abat quatre personnes à l'aide d'un revolver et d'un fusil d'assaut.
- Syrie : août, des combattants de l'État islamique massacrent 700 personnes, principalement des hommes, de la tribu Shu'aytat dans le gouvernorat de Deir ez-Zor[49].
- Australie : le 23 septembre, Numan Haider, un Australien d'origine afghane, blesse à coups de couteau deux agents antiterroristes à Endeavour Hills (banlieue de Melbourne). Il est ensuite abattu[50].
- Algérie : le 23 septembre, Hervé Gourdel, guide de haute montagne français, est décapité par les Soldats du Califat en Algérie.
- Russie : le 5 octobre, attentat de Grozny. Cinq officiers et le terroriste sont tués, tandis que 12 autres personnes sont blessées[51].
- Canada : le 20 octobre, attentat de Saint-Jean-sur-Richelieu. Un assaillant utilise sa voiture pour écraser deux soldats canadiens : 1 tué, 1 blessé.
- Canada : le 22 octobre, Fusillade à Ottawa. Un assaillant tire sur un soldat posté à un mémorial de guerre et attaque le Parlement : 1 tué, 3 blessés[52].
- États-Unis : le 23 octobre, Zale H. Thomson, également connu sous le nom Zaim Farouq Abdul-Malik, attaque quatre policiers dans le métro de New York avec une hache, touchant gravement un agent à l'arrière de la tête et en blessant un autre dans le bras avant d'être abattu par les policiers restants. Un passant est également touché[53].
- Nigeria : le 28 novembre, attentat de Kano faisant environ 120 personnes sont tuées et 260 autres blessées[54],[55],[56],[57].
- Russie : le 4 décembre, affrontements de Grozny faisant 26 morts, comprenant 14 policiers, 11 djihadistes de l'Émirat du Caucase et 1 civil[58].
- Australie : le 15 décembre, prise d'otages de Sydney faisant 2 morts et 4 blessés[59],[60],[61].
- Pakistan : le 16 décembre, massacre de l'école militaire de Peshawar faisant plus de 141 morts (dont 132 enfants)[62].
- Yémen : le 16 décembre à Sanaa, deux terroristes à la voiture piégée percutent leurs véhicules dans un poste de contrôle de rebelles chiites, tuant 26 personnes (dont 16 étudiants)[63].
- Irak : le 17 décembre, des militants de l'État islamique exécutent 150 femmes de la province irakienne d'Al-Anbar, dont certaines enceintes, qui refusent d'épouser les combattants[64].
- Nigeria : le 18 décembre, enlèvement à Gumsuri. Des membres de Boko Haram tuent 32 personnes et enlèvent au moins 185 femmes et enfants[65].
- Syrie : le 18 décembre, une fosse commune de 230 membres de tribus tués par l'État islamique est découverte en Syrie orientale[66].
- France : le 20 décembre, attaque contre un commissariat de Joué-lès-Tours de 2014. Un homme criant « Allahu akbar » attaque un poste de police avec un couteau. Il blesse trois policiers avant d'être abattu[67],[68],[69].
- Nigeria : le 22 décembre, des insurgés de Boko Haram font exploser une bombe dans une station de bus dans la ville de Gombe, tuant au moins vingt personnes[70].
- Irak : le 24 décembre, un terroriste tue 33 personnes et en blesse 55 autres dans Madaen, à environ 25 km au sud de Bagdad[71].
- Somalie : le 25 décembre, une attaque menée par Al-Shabbaab à Mogadiscio fait 9 morts[72].
- Cameroun : le 28 décembre, Boko Haram attaque un village au Cameroun : 30 morts[73]

#### 2015

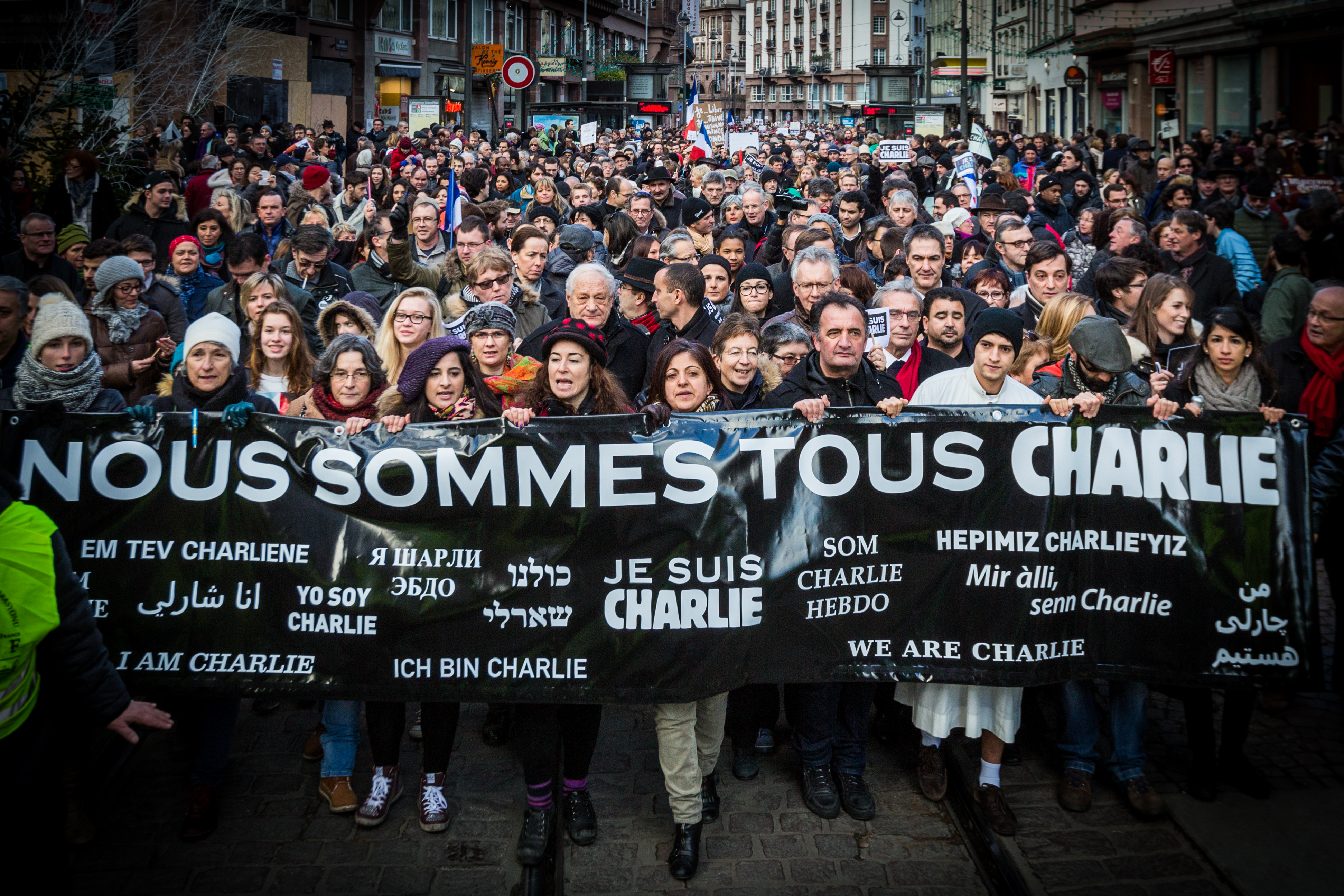
Hommages à Strasbourg à la suite de l'attentat contre Charlie Hebdo.

- France : du 7 au 9 janvier, attentats en France. Une série d'attaques terroristes islamistes qui se déroule entre les 7 et 9 janvier en France, visant le comité de rédaction du journal Charlie Hebdo, des policiers et des Français de confession juive fréquentant une supérette cacher. Dix-sept personnes sont assassinées et vingt sont blessées ; les trois terroristes sont abattus par les forces de l'ordre le 9 janvier.
- Nigeria : le 8 janvier, massacre de Baga. Boko Haram attaque la ville de Baga au nord du Nigéria, tuant au moins 200 personnes : 2 000 personnes sont portées disparues[74].
- Libye : le 27 janvier, un commando de 5 djihadistes attaque l'hôtel Corinthia à Tripoli, faisant 10 morts dont 5 étrangers. L'attaque est ensuite revendiquée par la branche libyenne de l'État islamique[75].
- Pakistan : le 30 janvier, un terroriste tue au moins 55 personnes et en blesse au moins 59 autres dans une mosquée chiite dans le sud du Pakistan[76].
- France : le 3 février, trois militaires en faction devant un centre communautaire juif à Nice sont agressés au couteau par Moussa Coulibaly[77], demeurant à Mantes-la-Jolie (Yvelines). Il exprime en garde à vue sa haine de la France, de la police, des militaires et des Juifs.
- Pakistan : le 13 février, des militants lourdement armés tuent au moins 19 personnes et en blessent plus de 40 autres après avoir fait irruption dans une mosquée chiite pendant la prière du vendredi dans une banlieue de Peshawar[78].
- Danemark : le 14 février, fusillades de Copenhague. Un homme armé ouvre le feu au café Krudttoenden et plus tard à la grande synagogue de Copenhague, tuant deux civils et faisant cinq blessés[79].
- Mali : le 7 mars, attentats de Bamako. Des assaillants s'attaquent au bar La Terrasse, fréquenté notamment par des expatriés européens, faisant 5 morts et 9 blessés. L'attaque est revendiquée par Al-Mourabitoune.
- Tunisie : le 18 mars, l’attaque du musée du Bardo a eu lieu vers 12 h 30 au Bardo, près de Tunis, causant la mort de 24 personnes, dont 21 touristes, un agent des forces de l’ordre et les deux terroristes, et 45 blessés. L'attaque est revendiquée le lendemain par l’État islamique.
- Yémen : le 20 mars, des attaques revendiquées par l’État islamique tuent 142 personnes et font des centaines de blessés avec trois explosions dans deux mosquées chiites lors de la grande prière du vendredi : deux explosions dans la mosquée Badr, dans le sud de Sanaa et une troisième explosion dans la mosquée Al-Hashahush, dans le nord de Sanaa[80].
- Kenya : le 2 avril, l’attaque de l’université de Garissa par un groupe d’assaillants d’Al-Shabbaab au Kenya cible les étudiants chrétiens et fait 152 victimes.
- France : le 19 avril, attentat manqué contre des églises de Villejuif. Une femme de 32 ans (Aurélie Châtelain) est assassinée par un étudiant algérien de 24 ans qui prévoyait un attentat dans des églises, le projet de ce dernier ayant été déjoué peu de temps après[81].
- États-Unis : le 3 mai, attaque du Curtis Culwell Center au Texas. Cette attaque visant une exposition de caricatures du prophète Mahomet est la première revendiquée par l'État islamique sur le sol américain. Seuls les 2 assaillants sont morts.
- Tunisie : le 26 juin, attaque à la mitraillette sur la plage d’un hôtel dans la région de Sousse, revendiquée par l’État islamique[82]. 38 morts et 39 blessés, le terroriste est abattu.
- France : le 26 juin, attentat en Isère, 1 mort décapité (Hervé Cornara, 55 ans) et 11 blessés[82]. Brandissant un drapeau islamiste, un homme conduit son véhicule contre des bonbonnes de gaz stockées dans la cour de la filiale française du groupe américain Air Products.
- Koweït : le 26 juin, attentat de la mosquée de Koweït revendiqué par l’État islamique[82].
- Égypte : le 11 juillet, attentat, revendiqué par l’EI, contre le consulat d’Italie au Caire, à 6 h 30, faisant 1 mort et 5 blessés[83].
- Irak : le 18 juillet, attentat-suicide à la voiture piégée faisant au moins 90 morts, revendiqué par l’EI, à Khan Bani Saad, une ville majoritairement chiite à 20 km au nord de Bagdad la veille de l’Aïd el-Fitr[84].
- Turquie : le 20 juillet, attentat-suicide à la bombe faisant au moins 28 morts dans le jardin du centre culturel kurde à Suruç, ville turque proche de la frontière turco-syrienne[85].
- Cameroun : le 22 juillet, double attentat-suicide, attribué à Boko Haram, à Maroua dans l’extrême nord du Cameroun[86].
- Cameroun : le 25 juillet, attentat-suicide commis par une adolescente de 12 ans faisant au moins 20 morts et 79 blessés, un samedi soir dans un bar du quartier de Maroua[87].
- Nigeria : le 26 juillet, attentat-suicide faisant au moins 19 morts et 47 blessés à Damaturu dans le nord-est du Nigéria.
- France : le 21 aout, attentat du train Thalys sur une ligne reliant Amsterdam à Paris, mené par un ressortissant marocain et déjoué par plusieurs passagers, on compte 5 blessés[88].
- Turquie : le 10 octobre, attentat à la gare d'Ankara, revendiqué par l'État islamique et faisant au moins 102 morts.
- Égypte : le 31 octobre, une bombe est placée à bord du vol 9268 Metrojet à destination de Saint-Pétersbourg. L'attentat, revendiqué par l’État islamique, provoque le crash de l'avion russe dans la péninsule égyptienne du Sinaï et fait 224 morts.
- Liban : le 12 novembre, deux attentats-suicides à Beyrouth tuent 42 personnes. L'action est revendiquée par l’État islamique.
- France : le 13 novembre, une série de sept attaques, à Paris et en Seine-Saint-Denis, perpétrée par au moins dix terroristes avec au moins une vingtaine de complices, provoque la mort de 130 personnes et fait 413 blessés, dont 99 dans un état très grave. Les tueries sont revendiquées par l’État islamique.
- Mali : le 20 novembre, une prise d’otages dans un grand hôtel de Bamako coûte la vie à 22 personnes (dont deux terroristes) et fait dix blessés. L’attaque est revendiquée par le groupe djihadiste Al-Mourabitoune dirigé par l’Algérien Mokhtar Belmokhtar, antenne d'Al-Qaïda au Maghreb islamique (AQMI).
- Tunisie : le 24 novembre, explosion à Tunis d'un bus qui circulait près de l'avenue Mohammed-V à la suite d'une attaque terroriste faisant douze morts dont des agents de la sécurité présidentielle. L'attaque a été revendiquée par l’État islamique.
- États-Unis : le 2 décembre, 14 personnes sont tuées et 17 blessées dont certaines dans un état grave après un attentat commis à San Bernardino (Californie) par un couple d'Américains qui avait fait allégeance à l’État islamique[89].
- Tchad : le 6 décembre, sur une île du lac Tchad, des attentats revendiqués par Boko Haram font trente morts, dont les trois terroristes, parmi la population civile et plus de quatre-vingt blessés.
- Royaume-Uni : le 6 décembre, trois personnes sont blessées à l'arme blanche dans le métro de Londres, dont une grièvement. L'assaillant est un protestant contre les actions de la coalition internationale en Syrie, qui fut arrêté à la station Leytonstone.
- Syrie : le 10 décembre, l'attentat de Tall Tamer organisé par l'État islamique fait plus de 50 morts.
- Pakistan : le 13 décembre, au moins 23 personnes sont mortes après une explosion dans le marché de vêtements de Parachinar. L'attentat, qui visait la minorité chiite et se voulait vengeur de la guerre civile syrienne, est revendiquée par le groupe sunnite Lashkar-e-Jhangvi[90].
- Syrie : le 30 décembre, au moins 16 personnes sont tuées et 30 blessées dans des attentats-suicides contre trois restaurants à Qamichli, revendiqués par l'État islamique[91].
- Russie : le 30 décembre, 1 mort et 11 blessées dans une fusillade revendiquée par l'État islamique au Daghestan.

#### 2016
- Afghanistan : le 1er janvier, trois personnes dont un enfant sont tuées après une attaque contre un restaurant à Kaboul[92].
- Inde : le 2 janvier, une base militaire est attaquée près de la frontière avec le Pakistan, à Pathankot. Les assaillants du groupe islamiste Jaish-e-Mohammed tuent au moins onze personnes avant d'être neutralisés[93].
- Nigeria : le 5 janvier, une attaque de Boko Haram dans le nord-est du Nigeria fait au moins sept morts.
- France : le 7 janvier, attaque à la hache contre des policiers. Un islamiste marocain portant une fausse ceinture attaque des policiers à l'aide d'un couperet à viande, il est abattu[94].
- France : le 11 janvier, un adolescent kurde turc âgé de 15 ans agresse à la machette un enseignant juif. L’auteur dit avoir agi « au nom d'Allah » et de l’organisation État islamique[95]. L'enseignant se défend et n'est que blessé. En mars 2017, l'agresseur est condamné à sept ans de prison et cinq ans de suivi socio-judiciaire dans ce qui est le premier procès terroriste criminel devant le tribunal pour enfants de Paris[96].
- Libye : le 7 janvier, attentat à Zliten, contre un centre de formation des garde-côtes, tuant au moins 65 personnes. Cette attaque est revendiquée par l'État islamique en Libye.
- Irak : le 11 janvier, prise d'otages, voiture piégée et fusillade dans un centre commercial à Bagdad faisant 12 morts et 14 blessés. L'attentat est revendiqué par l'État islamique. Le même jour, à Mouqdadiyah, 20 personnes sont tuées par un double attentat dans un café[97].
- Turquie : le 12 janvier, attentat-suicide dans le centre d'Istanbul fait 10 morts et au moins 15 blessés. Le Premier ministre de Turquie annonce que l'État islamique en est responsable.
- Pakistan : le 13 janvier, attentat contre un centre de vaccination à Quetta tuant 15 personnes dont 12 policiers[98].
- Indonésie : le 14 janvier, attentat de Jakarta organisé par l'État islamique faisant 4 morts.
- Burkina Faso : le 15 janvier, attentats à Ouagadougou faisant 30 morts. Les attaques terroristes sont revendiquées par Al-Qaïda au Maghreb islamique (AQMI).
- Afghanistan : le 17 janvier, attentat-suicide perpétré par l'État islamique à Jalalabad tue 14 personnes. Le consulat pakistanais était visé[99].
- Pakistan : le 19 janvier, un terroriste se fait exploser près de Peshawar et fait au moins 11 morts.
- Pakistan : le 20 janvier, attaque de l'université de Charsadda de Charsadda, menée par des talibans, faisant 21 morts.
- Afghanistan : le 20 janvier, un terroriste se fait exploser près de l'ambassade de Russie, causant au moins 7 morts.
- Somalie : le 20 janvier, un attentat à la voiture piégée et une fusillade dans un restaurant à Mogadiscio fait au moins 20 morts. L'attaque est revendiquée par les islamistes shebabs.
- Égypte : le 22 janvier, l'État islamique revendique un attentat à la bombe au Caire qui fait 9 morts dont 6 policiers.
- Cameroun : le 25 janvier, trois attaques sur le marché de Bodo par les islamistes de Boko Haram font 29 morts et au moins 30 blessés.
- Syrie : le 26 janvier, double attentat revendiqué par l'État islamique à Homs. Au moins 24 personnes sont tuées.
- Nigeria : le 27 janvier, trois terroristes se font exploser tuant au moins 13 personnes et faisant une trentaine de blessés dans la ville de Chibok, dans le nord-est du Nigeria.
- Égypte : le 27 janvier, l'État islamique revendique un attentat à la bombe qui a tué quatre militaires dans le Sinaï.
- Arabie saoudite : le 29 janvier, un terroriste de l'État islamique se fait exploser dans une mosquée chiite à Hofuf, Al-Ahsa dans l'est de l'Arabie saoudite. Le bilan est de 4 morts et 18 blessés[100].
- Nigeria : le 29 janvier, un attentat-suicide commis par un adolescent dans un marché à Gombi fait plus de 10 morts.
- Syrie : le 31 janvier, au moins 70 personnes sont tuées et près de 110 blessés dans une triple explosion près du sanctuaire chiite de Sayeda Zeinab au sud de Damas. L'État islamique revendique l'attentat[101].
- Tchad : le 31 janvier, dans la région des Grands Lacs, deux attentats-suicides commis par Boko Haram tuent 3 personnes et en blessent plus de 50 autres[102].
- Somalie : le 2 février, une bombe explose dans un avion de ligne de la compagnie Daallo Airlines, faisant un mort et deux blessés. L'attentat est revendiqué par les chabab somaliens, affiliés à Al-Qaïda[103].
- Pakistan : le 6 février, un terroriste circulant a vélo s'est fait exploser près d'un camion des forces de sécurité à Quetta, dans l'ouest du Pakistan, faisant 9 morts et 35 blessées[104].
- Syrie : le 9 février, un attentat visant des policiers à Damas aurait fait 9 morts[105].
- Nigeria : le 9 février, 58 personnes perdent la vie dans un double attentat-suicide commis par deux femmes terroristes au camp de déplacés de Dikwa[106].
- Mali : le 12 février, une base de l'ONU à Kidal est attaquée par des djihadistes présumés. Trois casques bleus guinéens sont morts, et 30 autres sont blessés. Un peu plus tôt, trois soldats maliens ont été tués dans une embuscade à Tombouctou[107].
- Cameroun : le 19 février, un double attentat-suicide fait au moins 20 morts et plusieurs dizaines de blessés sur un marché à Mémé, dans le nord du Cameroun[108].
- Syrie : le 21 février, plus de 150 personnes sont mortes dans une série d'attentats sanglants commis par l'État Islamique à Damas et à Homs. Quatre explosions ont eu lieu, dont une causée par une voiture piégée et deux par des terroristes[109].
- Mali : le 22 février, un attentat contre un hôtel hébergeant à Bamako la mission de l’Union européenne qui entraîne l’armée malienne est déjoué. Un des assaillants est mort et plusieurs se sont échappés[110].
- Afghanistan : le 27 février, deux attentats terroristes perpétrés par les talibans à Asadabad, dans l'est du pays, et à Kaboul font 25 morts[111].
- Somalie : le 29 février, un attentat à la bombe revendiqué par les islamistes chabab, à Baidoa dans le sud-est de la Somalie tue 30 civils et fait au moins 60 blessés[112].
- Irak : le 29 février, un attentat-suicide par l'EI visant la communauté chiite au nord-est de Bagdad fait au moins 40 morts et 60 blessés[113].
- Yémen : le 4 mars, une fusillade dans un hospice catholique à Aden fait au moins 16 morts.
- Irak : le 6 mars, un camion piégé par l'EI explose à un point de contrôle près de Hilla, au sud de Bagdad, causant la mort d'au moins 47 personnes et faisant 72 blessés[114].
- Tunisie : le 7 mars, onze membres des forces de l’ordre et sept civils sont tués à Ben Gardane, dans l’est de la Tunisie dans un assaut mené par plusieurs dizaines d'hommes de l'EI. On dénombre 36 morts du côté des assaillants[115].
- Côte d'Ivoire : le 13 mars, un attentat a lieu au Grand-Bassam, un quartier touristique de la station balnéaire ivoirienne. Il fait 18 morts, dont trois soldats des forces ivoiriennes.
- Nigeria : le 16 mars, deux femmes commettent un attentat-suicide dans une mosquée de Maiduguri lors de la prière du matin, faisant 25 morts[116].
- Turquie : le 19 mars, attentat-suicide à Istanbul visant des civils qui fait cinq morts, dont l'auteur.
- Mali : le 21 mars, attaque revendiquée par le groupe Al-Mourabitoune contre le quartier général de l'EUTM Mali à Bamako, un assaillant tué et deux personnes interpellées[117].
- Belgique : le 22 mars, des attaques organisées par l'État islamique frappent la Belgique. Deux attentats-suicides ont lieu à l'aéroport de Bruxelles et un troisième kamikaze se fait exploser dans le métro au niveau de la station de Maelbeek. Bilan définitif : 32 morts, 340 blessés.
- Yémen : le 25 mars, un triple attentat-suicide de l'État islamique fait au moins 22 morts à Aden[118].
- Irak : le 25 mars, attentat au sud de Bagdad lors d'un match de football. Un bilan provisoire fait état de 32 morts et d'au moins 84 blessés.
- Pakistan : le 27 mars, un attentat-suicide perpétré contre la communauté chrétienne célébrant Pâques, à Lahore, dans l'est du Pakistan, fait plus de 72 morts et 340 blessés.
- Arabie saoudite : le 2 avril, un attentat à la bombe revendiqué par l'État islamique contre la police à Riyad fait un mort[119].
- Afghanistan : le 19 avril, une attaque à Kaboul visant une équipe responsable de la protection des personnalités du gouvernement fait 64 morts et 347 blessés. C'est la plus grande attaque des talibans sur une zone urbaine depuis 2001.
- République démocratique du Congo : le 4 mai, des extrémistes musulmans égorgent et tuent 34 chrétiens au Nord-Kivu[120].
- République démocratique du Congo : le 6 mai, une nouvelle attaque suit celle du 4 mai, où les rebelles musulmans assassinent 13 autres personnes[120].
- Irak : le 2 juin, 19 femmes femmes yézidies sont brûlées vives par l'État islamique pour avoir refusé de devenir des esclaves sexuels[121].
- Turquie : le 7 juin, attentat à la bombe à Istanbul, 11 morts.
- Israël : le 9 juin, deux Palestiniens inspirés par l'État islamique ouvrent le feu sur des terrasses de cafés et de restaurants à Tel-Aviv : quatre morts[122].
- États-Unis : le 12 juin, une fusillade à Orlando fait 49 morts et 53 blessés. L’auteur de cette fusillade, Omar Mir Saddiqui Mateen, a prêté allégeance à l'organisation État islamique.
- France : le 13 juin, double assassinat à Magnanville. Un commandant de police et sa compagne, fonctionnaire du ministère de l’intérieur (Jean-Baptiste Salvaing et Jessica Schneider), sont assassinés devant leur domicile à Magnanville par Larossi Abballa. L'attentat est revendiqué par l'organisation État islamique.
- Liban : le 27 juin, 8 d'attentats-suicides font 5 morts et 28 blessés à Al-Qaa, un village situé à quelques kilomètres de la frontière syrienne[123].
- Turquie : le 28 juin, attentat à l'aéroport d'Istanbul, bilan : 45 morts et 239 blessés en raison de l'ouverture du feu sur les passagers de l'aéroport Atatürk par trois kamikazes qui se font ensuite exploser.
- Cameroun : le 30 juin, attentat suicide à Djakan. Un kamikaze du groupe islamiste nigérian Boko Haram se fait exploser dans le nord du pays ; bilan : une dizaine de morts[124].
- Égypte : le 1er juillet, un prêtre copte est assassiné dans le Mont Sinaï, à El-Arich. Ce meurtre est revendiqué par l'État islamique[125].
- Bangladesh : le 2 juillet, des hommes lourdement armés tuent 20 otages, la plupart étrangers, massacrés à l'arme blanche, dans un restaurant de Dacca au Bangladesh avant que les forces de sécurité ne mettent fin à l'attaque revendiquée par le groupe État islamique[126].

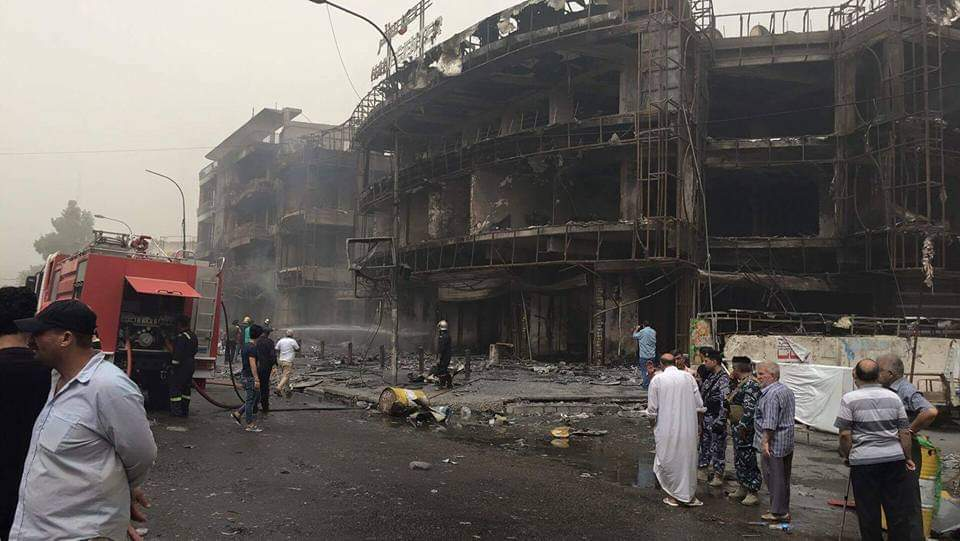
L'attentat à Bagdad vise la communauté chiite.

- Irak : le 3 juillet, attentat à Bagdad, 292 morts et plus de 200 blessés dans un attentat-suicide perpétré par un djihadiste de l'État islamique.
- Arabie saoudite : le 4 juillet, attentat à Médine faisant 4 morts et 4 blessés.
- Syrie : le 5 juillet, attentat-suicide revendiqué par l’État islamique dans un quartier kurde de la ville de Hassaké ; au moins 16 morts et 40 blessés[127].
- France : le 14 juillet à Nice, le jour de la fête nationale, un Tunisien, Mohamed Lahouaiej-Bouhlel, fonce dans la foule au volant d'un camion sur la promenade des Anglais, tuant 86 personnes et en blessant 286, avant d'être abattu par les forces de l'ordre. L'État islamique revendique cet acte.
- Allemagne : le 18 juillet, attentat à bord d'un train régional assurant une liaison entre les villes de Treuchtlingen et Wurtzbourg en Bavière. Un migrant afghan de 17 ans agresse des passagers avec une hache et un couteau, faisant 4 blessés graves et 1 blessé léger avant d'être abattu par la police. Un drapeau de l'État islamique est retrouvé dans la chambre du jeune homme dans la maison de sa famille d'accueil. L'organisation État islamique revendique l'attaque le 19 juillet 2016[128].
- Afghanistan : le 23 juillet, attentat suicide à Kaboul visant la communauté chiite. Revendiqué par l’État islamique, cet attentat fait au moins 80 morts et 231 blessés[129].
- Allemagne : le 25 juillet, un attentat-suicide à la bombe devant le festival d'Ansbach par un réfugié syrien blesse 15 personnes. Ce dernier a prêté allégeance à l'État islamique[130].
- Irak : le 25 juillet, attentat à Bagdad dans un quartier chiite : au moins 12 morts et 37 blessés[131].
- Somalie : le 26 juillet, double-attentat suicide à Mogadiscio. Au moins 13 morts, l'attentat est revendiqué par le groupe terroriste islamiste Al-Shabbaab[132].
- France : le 26 juillet, lors d'une messe, deux islamistes munis d'armes blanches prennent en otage plusieurs personnes dans l’église de Saint-Étienne-du-Rouvray, près de Rouen. Un prêtre est égorgé, et un paroissien est blessé. Les deux terroristes sont abattus par les forces de l'ordre, l'un d'eux était fiché S. Selon le Président de la République, « les deux terroristes se réclament de Daesh »[133],[134]. L'attentat est revendiqué via Amaq, l'agence de presse de l’État islamique[135].
- Syrie : le 27 juillet, un attentat à la voiture piégée, revendiqué par l'État islamique, fait 57 morts et 170 blessés à Qamichli, ville à majorité kurde[136],[137],[138].
- Somalie : le 31 juillet, attentat-suicide dans la capitale Mogadiscio. Cinq civils sont morts ainsi qu'un policier. Cette attaque serait revendiquée par le groupe terroriste Al-Shabbaab[139].
- Afghanistan : le 1er août, attentat au camion piégé devant un hôtel pour étrangers dans les faubourgs de Kaboul, revendiqué par les talibans. Un policier est tué ainsi que les trois assaillants[140].
- Yémen : le 2 août, double attentat suicide dans le sud du pays, dans la ville de Habilayn, qui tue 6 soldats et blesse une dizaine de personnes[141],[142]. L'attaque serait l’œuvre d'Al-Qaida.
- Afghanistan : le 4 août, attaque terroriste des talibans contre un car de touristes dans la province de Gor. Les cinq passagers auraient survécu, sous protection de l'armée légale afghane[143].
- Belgique : le 6 août, agression à la machette de deux policières dans la ville de Charleroi. L'intéressé aurait crié « Allah akbar ». Le ministre belge de l'intérieur au vu de l'enquête propose la « piste terroriste »[144]. Le Premier ministre dénonce une « attaque à connotation terroriste »[145]. Le lendemain, l'État islamique revendique l'attentat[146].
- Pakistan : le 8 août, attentat revendiqué par l'État islamique contre une réunion d'avocats dans un hôpital dans la ville de Quetta, dans le sud-ouest du pays. Deux cents personnes, dont nombre d’avocats et de journalistes, étaient rassemblées devant les urgences de l’hôpital après l’assassinat, quelques heures plus tôt, du bâtonnier de la province. L'attentat fait au moins 70 morts[147],[148].
- Syrie : le 12 août, dans le contexte de la bataille d'Alep, l'État islamique enlève 2 000 habitants de la ville de Minjeb, au nord de la Syrie[149],[150].
- Syrie : le 14 août, attentat kamikaze à la bombe dans un autobus à Atme (en) dans le nord de la Syrie, contre un car transportant des combattants syriens. Selon l'Observatoire syrien des droits de l'homme, l'attaque aurait fait 15 morts[151]. Le lendemain[152], l'État islamique revendique l'attentat.
- Libye : le 17 août, l'État islamique lance une série de 9 attaques simultanées à la bombe contre les forces légales dans la ville de Syrte. L'opération fait 9 morts et 82 blessés[153].
- Russie : le 17 août, dans la banlieue est de Moscou, un poste de police subit les coups d'assaillants, armés notamment d'une hache. Le lendemain, l'État islamique via son agence de presse Amaq[154].
- Nigeria : le 18 août, l'organisation islamique Boko Haram attaque un convoi de commerçants couvert par les forces de l'ordre sur la route de Maiduguri, et fait cinq victimes[155].
- Turquie : le 21 août, une bombe explose lors d'un mariage dans la ville kurde de Gaziantep. L'attaque fait au moins 51 morts[156],[157],[158].
- Thaïlande : le 23 août, un attentat à la voiture piégée devant un hôtel à Pattani, dans l'extrême sud de la Thaïlande fait 1 mort et 30 blessés. Bien qu'elle ne soit pas revendiquée, l'attaque a été attribuée aux insurgés indépendantistes[159].
- Indonésie : le 28 août, un prêtre catholique est agressé au couteau par un musulman sur l'île de Sumatra lors d'une messe[160].
- Yémen : le 29 août, un attentat à Aden revendiqué par l’État islamique tue 60 personnes[161].
- France : le 4 septembre, Bilal Taghi, détenu franco-marocain, purgeant une peine de 5 ans de prison pour avoir tenté d'aller faire le jihad en Syrie, blesse grièvement 2 surveillants, aidé par plusieurs complices.
- Syrie : le 5 septembre, plusieurs attaques simultanées ont lieu en Syrie, revendiquées par l'État Islamique, dans les villes de Tartous, Homs, Damas et Hassaké. Le bilan provisoire s'élève à 48 morts[162],[163].
- Pakistan : le 16 septembre, un attentat-suicide fait 36 morts dont 8 enfants dans une mosquée à la frontière avec l'Afghanistan[164],[165]
- États-Unis : le 17 septembre, un homme d'origine somalienne blesse neuf personnes à l'arme blanche dans un centre commercial du Minnesota avant d'être abattu par un citoyen armé. L'attaque est revendiquée par l'État islamique.[166],[167]
- États-Unis : le 17 septembre, l'explosion d'une bombe blesse 29 personnes à New York. Deux jours plus tard un suspect est arrêté, Ahmad Khan Rahami, citoyen américain d'origine afghane.
- Jordanie : le 25 septembre, l'écrivain chrétien Nahed Hattar est assassiné alors qu'il devait être jugé pour une caricature envers l'islam[168].
- Belgique : le 5 octobre, deux policiers sont victimes d'une attaque au couteau[169]. Le parquet fédéral privilégie la piste terroriste.
- Nigeria : le 18 novembre, 3 attentats-suicides font 6 victimes dont 4 terroristes islamistes[170].
- Égypte : le 24 novembre, 8 militaires égyptiens sont tués dans un attentat à la voiture piégée dans le désert du Sinaï[171].
- Somalie : le 26 novembre, au moins 8 personnes sont tuées dans l'explosion d'une voiture piégée à Mogadiscio. Les islamistes shebab semblent être derrière l'attentat[172].
- États-Unis : le 29 novembre, un islamiste blesse 11 personnes dans une université de l'Ohio avant d'être abattu par un policier. L'attaque est revendiquée par l'État islamique[173].
- Philippines : le 29 novembre, 9 personnes dont 7 membres de la garde du président Rodrigo Duterte et deux militaires sont blessés par un engin explosif, dans une région où opère une faction de l'État islamique[174].
- Nigéria : le 9 décembre, 56 personnes sont tuées et 57 blessées dans un double-attentat suicide, imputé à Boko Haram[175],[176].
- Égypte : le 11 décembre, pendant la célébration de la messe du dimanche, 26 chrétiens sont assassinés dans un attentat à la bombe dans une église copte orthodoxe du Caire, 31 autres personnes sont blessées[177]. La quasi-totalité des victimes sont des femmes et des enfants, l'attentat ayant visé l'endroit où ils s'assoient traditionnellement pendant la messe.
- Nigeria : le 11 décembre, Boko Haram envoient deux fillettes commettre un attenta-suicide dans un marché. Bilan de 1 mort et 18 blessés[178].
- Somalie : le 11 décembre, un attentat-suicide fait au moins 20 morts et 48 blessés à Mogadiscio. L'attaque est revendiquée par les shebabs[179].
- Turquie : le 19 décembre, l'ambassadeur russe en Turquie, Andreï Karlov, est assassiné par balles lors d'une exposition d'art à Ankara. Le tueur a hurlé « Allahu akbar » et évoqué Alep avant d'échanger des tirs avec les forces de l'ordre puis d'être abattu[180].
- Allemagne : le 19 décembre, un camion fonce sur la foule au marché de Noël de Berlin et fait au moins 12 morts et 48 blessés. L'État islamique revendique l'attentat 24 heures plus tard. Le conducteur du camion, Anis Amri est abattu quatre jours après l'attaque à Milan en Italie. Parmi les 12 victimes se trouve un Polonais, conducteur d'origine du camion, assassiné par le terroriste[181],[182].
- Philippines : le 25 décembre, une explosion près d'une église de l'île de Mindanao, où se rendaient des catholiques à la messe de Minuit (Noël) fait 13 blessés, Mindanao est connue pour être une zone où les islamistes sont particulièrement actifs[183].
- Irak : le 31 décembre, deux kamikazes se font exploser dans un marché de Bagdad et font 27 morts et 53 blessés. L'attaque est revendiquée par l'État islamique[184].

#### 2017

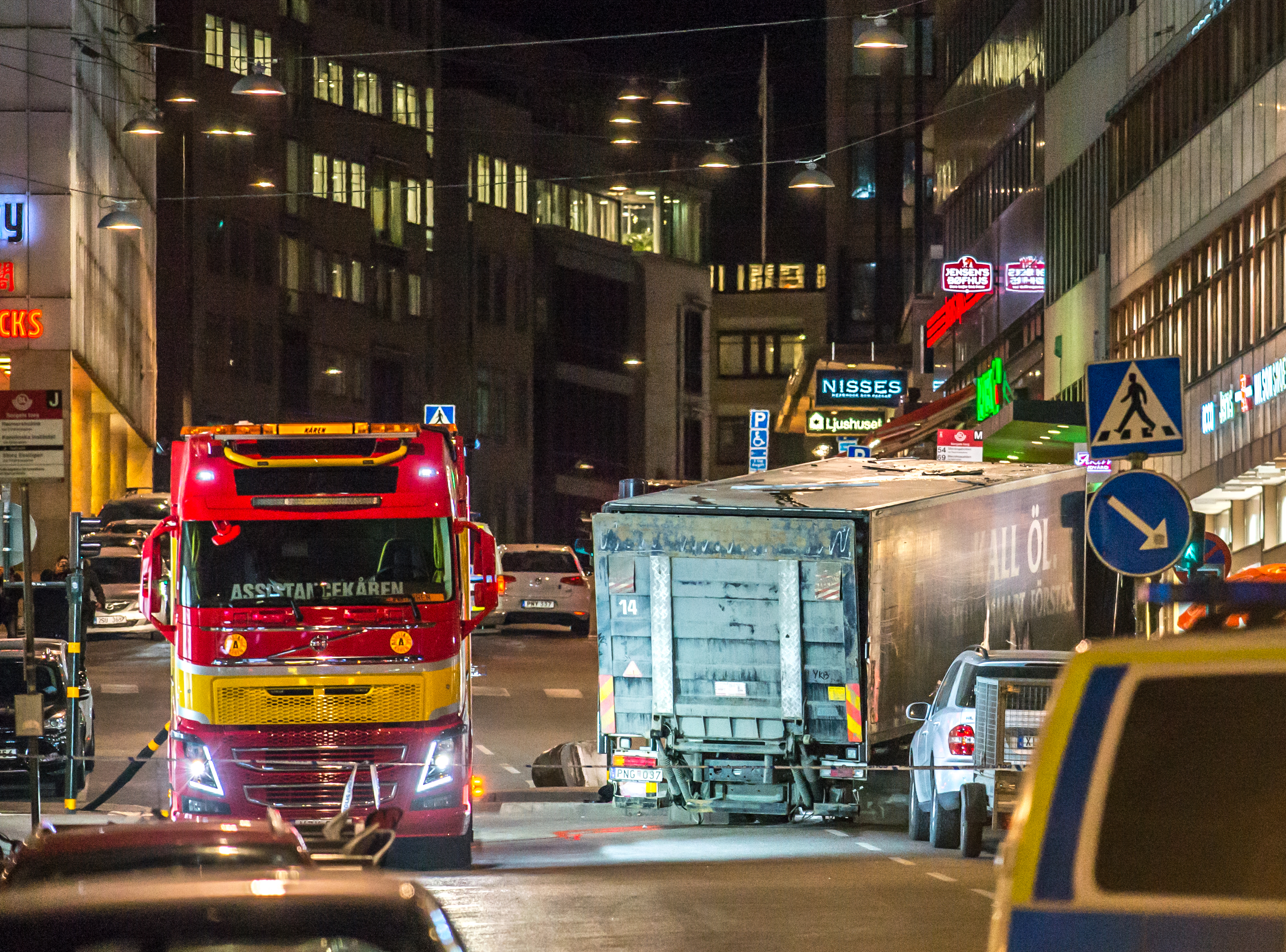
Camion-bélier utilisé lors de l'attentat du 7 avril 2017 à Stockholm.

- Turquie : le 1er janvier, une fusillade dans une discothèque d'Istanbul fait 39 morts et 65 blessés[185]. L'attaque est revendiquée par l'État islamique[186].
- Irak : le 2 janvier, un attentat suicide à Bagdad fait 32 morts et 61 blessés[187]. L'attentat est revendiqué par l'État islamique[188].
- Somalie : le 2 janvier, un attentat-suicide fait trois morts à Mogadiscio, le siège de l'Amisom était visé. Il s'agit probablement d'un acte des islamistes shebab[189].
- Turquie : le 5 janvier, l'explosion d'une voiture fait deux morts (dont un policier) et une dizaine de blessés à Izmir, deux terroristes ont été abattus par les forces de l'ordre, ils avaient avec eux un armement lourd et prévoyaient de faire tuer bien plus de monde[190],[191].
- Irak : le 5 janvier, l'explosion d'une voiture aux abords d'une mosquée de Bagdad dans un quartier chiite fait six morts et quinze blessés[192].
- Syrie : le 7 janvier, un attentat à la voiture piégée fait 48 morts et plusieurs dizaines de blessés à Azaz. Il s'agit de toute évidence d'un acte commis par l'État islamique[193].
- Irak : le 8 janvier, un attentat à la voiture piégée fait douze morts et 35 blessés dans un quartier chiite de Bagdad. L'attentat a été revendiqué par l'État islamique[194].
- Israël : le 8 janvier, un sympathisant de l'État islamique tue quatre soldats israéliens en blesse 15 autres, en fonçant sur eux avec un camion[195].
- Syrie : le 12 janvier, un kamikaze se fait exploser à Damas et fait au moins sept morts[196].
- Mali : le 18 janvier, un attentat à la voiture piégée fait plus de 50 morts à Gao[197].
- Somalie : le 25 janvier, un double attentat fait 28 morts et 43 blessés à Mogadiscio[198].
- France : le 3 février, attaque contre des militaires au Carrousel du Louvre à Paris fait deux blessés[199].
- Afghanistan : le 8 février, une voiture piégée explose dans l'enceinte de la cour suprême de Kaboul. L'attentat fait 20 morts et 40 blessés.
- Égypte : le 12 février, un vétérinaire chrétien est assassiné à El-Arich[200].
- Irak : le 14 février, un attentat à la voiture piégée fait quatre morts à Bagdad[201].
- Irak : le 15 février, un kamikaze tue onze personnes avec une voiture piégée dans un quartier chiite de Bagdad[201].
- Irak : le 16 février, un attentat à la voiture piégée fait 52 morts et des dizaines de blessés dans un marché de Bagdad[201].
- Égypte : le 22 février, deux chrétiens coptes, un père et son fils, sont tués dans le Sinai par des membres de l'État islamique. Le père a été abattu par balles tandis que son fils a été brûlé vif[202].
- Égypte : le 23 février, un chrétien est tué et sa maison incendiée dans le Nord du Sinaï. Cette zone voit depuis quelques jours une recrudescence des attaques envers les Coptes, devenus la principale cible des membres de l'État islamique[200].
- Niger : le 6 mars, dans la région de Tillabéri, des jihadistes tuent 5 gendarmes nigériens et en blesse un autre[203].
- Afghanistan : le 8 mars, l'État islamique revendique un attentat dans le plus grand hôpital militaire (Sardar Mohammad Daud Khan) de Kaboul. Le premier bilan fait état de plus de 30 morts et 50 blessés[204].
- Syrie : le 11 mars, double attentat à Damas revendiqué par le groupe djihadiste Tahrir Al-Cham et tuant 74 pèlerins chiites[205].
- Somalie : le 13 mars, attentat à la voiture piégée près d'un hôtel dans une rue très fréquentée de Mogadiscio, la capitale somalienne, tuant au moins cinq personnes et blessant 12 autres[206].
- Nigeria : le 15 mars, attentat suicide à Maiduguri, deux morts, plusieurs blessés[207].
- Irak : le 15 mars, un attentat fait sept morts et des dizaines de blessés à Tikrit[208].
- Syrie : le 15 mars, double attentat suicide à Damas, une trentaine de morts[209].
- France : le 18 mars, un homme s'empare de l'arme d'un militaire à Orly avant d'être abattu. Même s'il a affirmé au moment de son geste vouloir « mourir par Allah »[210] et a été signalé pour « radicalisation » lors d’un séjour en prison en 2011-2012, ses motivations restent floues (il ne souhaitait plus retourner en prison) et le lien avec le terrorisme islamiste non démontré[211].
- Royaume-Uni : le 22 mars, un homme à bord d'une voiture fonce sur des passants sur le pont de Westminster à proximité du Parlement Britannique à Londres, avant de poignarder un policier à l'intérieur du Parlement britannique. Bilan : cinq morts (dont le policier) et au moins cinquante blessés, dont certains dans un état grave. L'attaque "terroriste" a lieu un an jour pour jour après les attentats de Bruxelles qui avaient fait 32 morts[212].
- Irak : le 29 mars, à Bagdad, un attentat-suicide au camion piégé fait quatorze morts et trente-six blessés. L'attaque est revendiquée par l'État islamique[213].
- Russie : le 3 avril, attentat au métro de Saint-Pétersbourg par un homme d'origine Kirghize, quinze morts et une cinquantaine de blessés.
- Russie : le 4 avril, fusillade à Astrakhan, 2 policiers tués par des islamistes radicaux.
- Irak : le 5 avril, un attentat perpétré par l'État islamique fait trente-et-un morts (dont 14 policiers) et plus de quarante blessés à Tikrit.
- Suède : le 7 avril, un camion fonce dans la foule dans une rue principale de Stockholm conduit par un homme d'origine ouzbèke (vers un centre commercial), faisant cinq morts et une quinzaine de blessés.
- Égypte : le 9 avril, jour des Rameaux, qui marque le début de la Semaine sainte chez les chrétiens, un double-attentat suicide frappe les chrétiens coptes en Égypte. Deux églises sont attaquées pendant la messe, l'une à Tanta et l'autre à Alexandrie. Le bilan est de 45 morts et 136 blessés. L'attaque est revendiquée par l'État islamique[214].
- Égypte : le 13 avril, jour du Jeudi saint, un adolescent chrétien de 16 ans est retrouvé égorgé. Le mode opératoire est typique des islamistes, les coptes subissant alors une terrible vague de persécution[215].
- Syrie : le 15 avril, un attentat-suicide vise un convoi de réfugiés d'une zone loyaliste (dans le cadre de la Guerre civile syrienne) à Rachidine et fait 126 morts dont 68 enfants. C'est l'un des plus graves attentats commis en Syrie[216].
- Égypte : le 19 avril, un policier est tué et trois autres blessés près d'un monastère chrétien dans le Sinaï, monastère qu'ils protégeaient. L'attaque est revendiquée par l'État islamique[217].
- France : le 20 avril, un homme ouvre le feu à l'arme automatique sur des policiers le long de l'avenue des Champs-Élysées, vers 21 heures. L'un d'entre eux est tué pendant l'attaque, et deux autres ainsi qu'une passante sont blessés. L'assaillant est abattu et l'attaque est revendiquée par l'État islamique[218].
- Afghanistan : le 3 mai, un attentat contre un convoi de l'OTAN à Kaboul fait huit morts et 28 blessés[219].
- Pakistan : le 12 mai, un attentat à la bombe fait 25 morts et une trentaine de blessés[220].
- Royaume-Uni : le 22 mai, un attentat-suicide fait au moins 22 morts et 116 blessés à la sortie du concert de la chanteuse américaine Ariana Grande dans la ville de Manchester[221]. Les victimes sont pour la plupart des jeunes femmes, des adolescentes ou des enfants, l'auteur de l'attaque est Salman Abedi, Britannique d'origine libyenne. L'attentat est revendiqué par l'État islamique[222],[223]. L'attentat intervient quatre ans jour pour jour après le meurtre barbare de Lee Rigby à Londres par deux djihadistes nigérians[42],[224]
- Syrie : le 23 mai, un attentat à la voiture piégée fait quatre morts à Homs[225].
- Somalie : le 23 mai, un attentat-suicide fait cinq morts à Bosaso[226].
- Philippines : le 24 mai, des islamistes décapitent le chef de la police de Malabang[227].
- Égypte : le 26 mai, vendredi de l'Ascension chez les chrétiens et veille du Ramadan pour les musulmans, un attentat visant les chrétiens coptes fait 29 morts (dont 4 bébés) et 25 blessés. Ceux-ci se rendaient en bus à un monastère[228],[229]. L'attaque est revendiquée par l'État islamique[230].
- Afghanistan : le 27 mai, un attentat à la voiture piégée fait 13 morts et 8 blessés. L'attaque est revendiquée par les talibans[231].
- Irak : le 30 mai, deux attentats à la voiture piégée à Bagdad font 28 morts et 115 blessés. Un troisième attentat-suicide à Hit fait 15 morts et 23 blessés. Ces attaques, qui visaient les chiites, sont revendiquées par l'État islamique[232].
- Afghanistan : le 31 mai, un attentat dans le quartier diplomatique de Kaboul fait au moins 150 morts et près de 400 blessés[233].
- Philippines : le 1er juin, un soldat de l’État islamique tue 37 personnes dans un hôtel-casino de Manille[234].
- Cameroun : le 2 juin, un double attentat-suicide à Kolofata fait 9 morts et une trentaine de blessés[235].
- Afghanistan : le 3 juin, un attentat pendant des funérailles à Kaboul fait 7 morts et 119 blessés[236].
- Algérie : le 3 juin, l'explosion d'une bombe tue deux soldats et en blesse 4 autres près de la frontière tunisienne[237].
- Royaume-Uni : le 3 juin, à Londres trois hommes à bord d'une fourgonnette renversent des passants sur le pont de Londres, puis, armés de couteaux ils poignardent des victimes en disant le faire pour Allah. Ils font au moins 8 morts et 48 blessés. Les 3 terroristes sont tués par la police[238],[239],[240]. L'attaque est revendiquée par l'État islamique.
- Australie : le 5 juin, à Melbourne, un homme d'origine somalienne a abattu un client d'un hôtel avant de prendre en otage une Escort-girl. L'homme est finalement abattu par les autorités. L'attaque est revendiquée par l'État islamique, qui qualifie son auteur de "soldat".
- France : le 6 juin, un homme attaque avec un marteau un policier et le blesse légèrement devant la cathédrale Notre-Dame de Paris. Les policiers répliquent et le blessent. L'assaillant, Farid Ikken, un Algérien de quarante ans, ancien journaliste disposant d'un visa étudiant, se déclare « soldat du califat »[241].
- Iran : le 7 juin, à Téhéran un groupe de soldats de l'État islamique commet des attaques simultanées au Parlement, au mausolée Khomeiny et dans une station de métro. Ils font au moins 8 morts et 39 blessés[242].
- Royaume-Uni : le 7 juin, une infirmière est grièvement blessée à Londres par trois femmes qui la poignardent et la frappent en criant « Allah t'aura »[243].
- Pakistan : le 8 juin, l'État islamique revendique l'assassinat de deux Chinois kidnappés deux semaines plus tôt[244].
- Nigeria : le 8 juin, une attaque de Boko Haram fait onze morts et de nombreux blessés à Maiduguri[245].
- Irak : le 9 juin, un attentat-suicide dans un marché de Moussayab fait 31 morts et 35 blessés. L'attaque est revendiquée par l'État islamique[246].
- Afghanistan : le 10 juin, une fusillade, probablement perpétrée par les talibans, dans une mosquée de Gardez fait trois morts et neuf blessés[247].
- Pakistan : le 11 juin, 3 policiers sont tués par arme à feu à Quetta[248].
- Égypte : le 12 juin, un officier de police est assassiné à Sherbin[249].
- Irak : le 13 juin, les soldats de l'État islamique exécutent cinq civils à Mossoul[250].
- Somalie : le 14 juin, un attentat-suicide fait au moins 19 morts à Mogadiscio[251].
- Afghanistan : le 15 juin, un attentat-suicide dans une mosquée chiite de Kaboul fait au moins quatre morts et huit blessés[252].
- Israël : le 16 juin, un double attentat dans la vieille ville de Jérusalem cause la mort d'un militaire israélien et en blesse un autre. Les trois assaillants sont abattus[253].
- Nigeria : le 18 juin, des attentats-suicides font 24 morts (civils et militaires) à Maiduguri. L'attaque est attribuée à Boko Haram[254].
- France : le 19 juin, un homme armé percute un fourgon de police sur les Champs-Élysées. Aucun mort n'est à déplorer, excepté l'assaillant, un fiché S[255].
- Belgique : le 20 juin, Oussama Zariouh a enclenché un ou plusieurs explosifs dans la gare centrale de Bruxelles. D'après plusieurs témoins, il aurait crié « Allahu akbar » avant d'être tué par des militaires. L'attentat n'a pas fait de victimes[256].
- États-Unis : le 21 juin, Amor Ftouhi, un Canadien d'origine tunisienne, blesse un policier avec un couteau en criant « Allahu akbar » à l'aéroport Bishop au Michigan[257].
- Syrie : le 2 juillet, un attentat-suicide à Damas fait 18 morts et une vingtaine de blessés[258].
- Niger : le 4 juillet, le groupe terroriste Boko Haram égorge neuf personnes et enlève 37 femmes à Ngalewa, au sud est du Niger.
- Irak : le 4 juillet, près de 200 hommes, femmes et enfants sont exécutés par Daech à Tal Afar[259].
- Syrie : le 12 juillet, un attentat-suicide à Idlib fait 12 morts et une douzaine de blessés[260].
- Cameroun : le 13 juillet, un double attentat-suicide fait 14 morts et une trentaine de blessés à Waza[261].
- Égypte : le 14 juillet, deux Allemandes sont poignardées à mort dans une station balnéaire par un fondamentaliste islamiste[262].
- Afghanistan : le 23 juillet, les talibans attaquent un hôpital de la province de Ghor et tuent 35 personnes[263].
- Afghanistan : le 24 juillet, les talibans revendiquent un attentat-suicide à Kaboul qui fait 26 morts et 41 blessés[263].
- Pakistan : le 24 juillet, un kamikaze fait morts et des dizaines de blessés sur un marché de Lahore. L'attentat est revendiqué par les talibans[264].
- Nigeria : le 25 juillet, Boko Haram tue 48 personnes à Maiduguri[265].
- Afghanistan : le 25 juillet 2017, les talibans tuent 26 soldats dans la base de Karzali[266].
- Allemagne : le 28 juillet, un islamiste arrivé en Europe comme demandeur d'asile fait 1 mort et 6 blessés dans une attaque au couteau à Hambourg[267].
- Afghanistan : le 1er août, un attentat-suicide dans une mosquée chiite de Hérat fait 33 morts et 70 blessés[268],[269].
- France : le 9 août, attaque à la voiture bélier qui blesse 6 militaires à Levallois-Perret en région parisienne[270].
- Turquie : le 14 août, un homme soupçonné de préparer un attentat attaque au couteau un policier et le blesse. Il est ensuite abattu par les forces de police. Il est soupçonné d'appartenir à l'État islamique[271].
- Burkina Faso : le 14 août, un commando de 2 hommes ouvre le feu sur la terrasse d'un restaurant à Ouagadougou avant de se retrancher dans un bâtiment. Ils tuent 18 personnes et les assaillants sont abattus par les forces de l'ordre[272].
- Nigeria : le 16 août, trois femmes kamikazes se font exploser à l’entrée d’un camp de déplacés à Mandarari, dans le district de Konduga. Le bilan des autorités locales fait état de 28 morts et 80 blessés[273].
- Espagne : le 17 août, à Barcelone, un assaillant percute la foule avec une camionnette en plein après-midi sur l'avenue la plus touristique de la capitale de la région de Catalogne. L'attaque, revendiquée par Daech, a été perpétrée par un commando de Marocains. Le bilan est de 16 morts et plus d'une centaine de blessés[274],[275],[276],[277].
- Espagne]: le 18 août, à Cambrils, un attentat islamiste à la voiture-bélier fait un mort et cinq blessés. L'attaque est perpétrée par la même cellule djihadiste que pour celle de Barcelone la veille. Cinq terroristes sont abattus par la police[278],[279].
- Finlande : le 18 août, à Turku, un Marocain de 18 ans, demandeur d'asile[280], fait deux morts et six blessés dans une attaque au couteau. Le caractère terroriste de l'attaque a été confirmé[281].
- Russie : le 19 août, à Sourgout, un homme blesse 7 personnes au couteau dans la rue avant d'être éliminé par la police. L'État islamique revendique l'attaque[282].
- Belgique : le 26 août, à Bruxelles, un Somalien âgé d'une trentaine d'années armé d’un « grand » couteau agresse deux militaires en criant « Allahu akbar ». L'assaillant est vite neutralisé et meurt[283],[284].
- Royaume-Uni : le 26 aout, un homme attaque deux policiers avec un couteau à Londres. L'attaque est considérée comme terroriste[285].
- France : le 13 septembre, à Toulouse, des passants agressés par un homme aux cris de « Allahu akbar », sept blessés dont 3 policiers[286].
- Thaïlande : le 14 septembre, un double attentat à la bombe fait un mort et une vingtaine de blessés dans le sud du pays. L'attaque est très probablement l'œuvre des séparatistes islamistes[287].
- Irak : les attentats de Nassiriya du 14 septembre 2017 font au moins 84 morts.
- France : le 15 septembre, un homme armé d'un couteau attaque un militaire en patrouille à la station de métro Châtelet à Paris. L'auteur a tenu des propos faisant référence à Allah : « Allah akbar, vous êtes des mécréants »[288].
- Royaume-Uni : le 15 septembre, l'explosion d'une bombe artisanale dans le métro de Londres fait 29 blessés. L'attentat est revendiqué par Daech[289].
- Somalie : le 28 septembre, une voiture explose en tuant au moins sept personnes et blessant une dizaine d'autres[290]. L'attentat est revendiqué par Daech.
- France : le 1er octobre, un Tunisien en situation irrégulière connu pour différents crimes égorge deux jeunes femmes dans la gare de Saint-Charles à Marseille avant d'être abattu par les forces de l'ordre. L'attaque est revendiquée par l'État islamique[291],[292].
- Canada : le 1er octobre un Somalien, en attente du statut de réfugié blesse cinq personnes avec un couteau et une camionnette-bélier à Edmonton[293].
- États-Unis : le 1er octobre un homme situé au 32e étage de l'hôtel-casino Mandalay Bay Resort and Casino tire avec des fusils d'assaut pendant un festival de musique country en plein air, tuant 58 personnes et faisant 527 blessés, avant de se donner la mort. L'État islamique revendique la fusillade, en affirmant que l'auteur s'est converti à l'islam il y a quelques mois[294] et le présente comme Abu Abd al-Barr al-Amriki, son nom de guerre[295].
- Égypte : le 12 octobre, un prêtre copte est assassiné au Caire par un islamiste[296].
- Somalie : le 14 octobre, un attentat au camion piégé fait au moins 358 morts, 228 blessés et 56 disparus (chiffres du 21 octobre) à Mogadiscio. L'attentat, commis très certainement par des Shebab, est le plus meurtrier de l'histoire de la Somalie[297],[298]
- États-Unis : le 31 octobre, un Ouzbek fait huit morts et onze blessés dans une attaque à la camionnette-bélier à New-York. Le terroriste est affilié à l'État islamique[299].
- Égypte : le 25 novembre, une trentaine d'assaillants font 305 morts (dont 27 enfants) et au moins 128 blessés dans une mosquée de Bir al-Abed. Il s'agit à ce jour du plus grave attentat perpétré en Égypte[300].
- États-Unis : le 12 décembre ; un homme radicalisé active sa ceinture explosive artisanale à l'entrée du métro à New York. L'engin ne fonctionne que partiellement et blesse trois personnes en plus de l'auteur qui est grièvement blessé. L'homme se réclamait de l'État islamique.
- Pakistan : le 17 décembre, deux kamikazes font au moins huit morts et trente blessés dans l'attaque d'une église à Quetta (Baloutchistan) ; la police aurait évité un carnage encore pire. Daech revendique l'attentat[301].

#### 2018

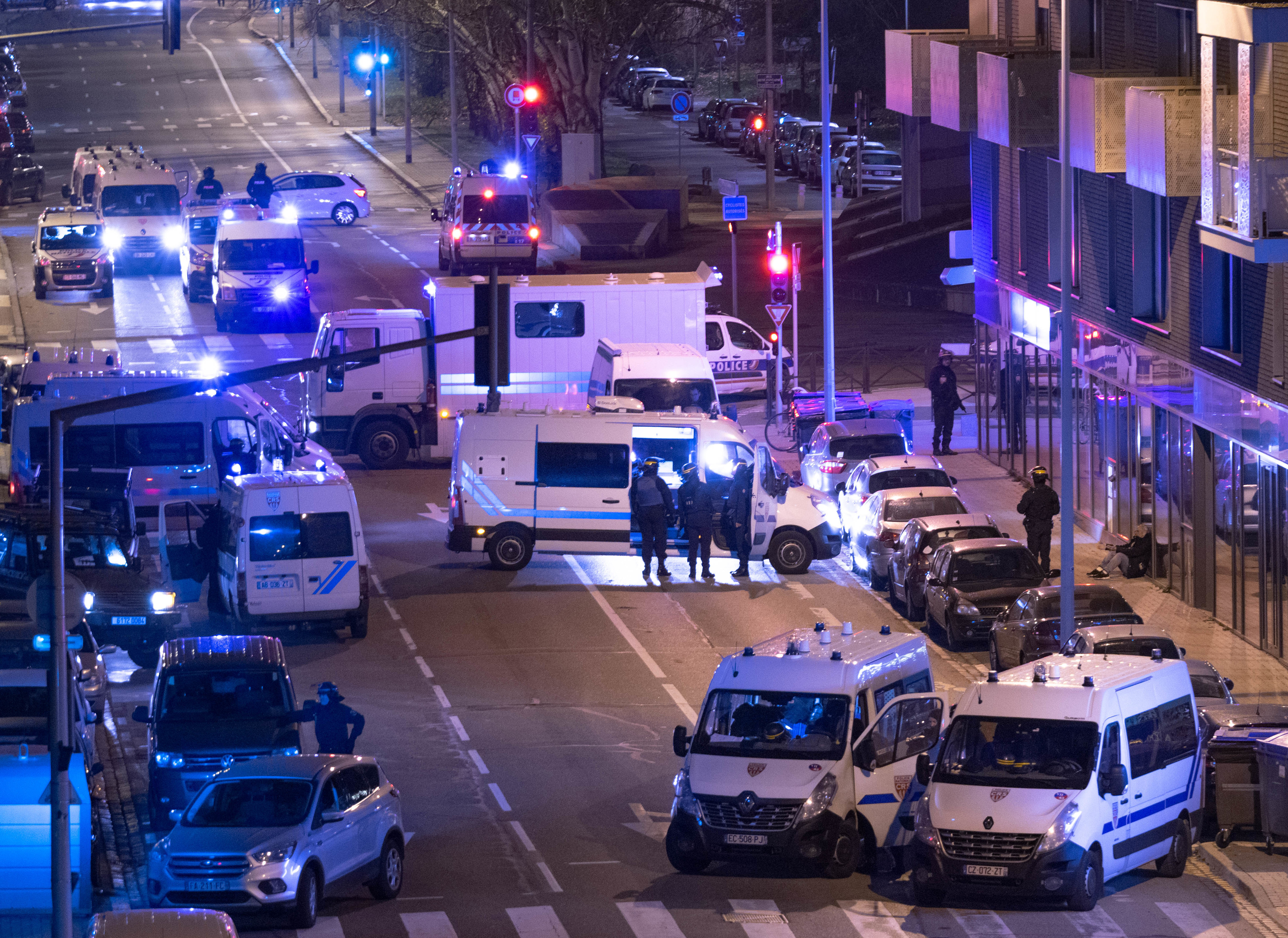
Attentat du marché de Noël de Strasbourg.

- Irak : le 15 janvier, deux attentats suicides à Bagdad causent la mort de trente-huit personnes. L'attaque est revendiquée par l'État islamique[302],[303].
- Russie : le 18 février, un homme a tué cinq femmes, lors d'une fusillade "à la sortie d'une église" orthodoxe à Kizliar, au Daguestan, république musulmane instable du Caucase russe, une attaque revendiquée par le groupe État islamique.
- Somalie : le 23 février, deux attaques à la voiture piégée dans le centre de Mogadiscio font 45 morts et 36 blessés, d’après un responsable politique anonyme[304]. Les attentats sont revendiqués par les shebabs, affiliés à Al Qaïda.
- France : le 23 mars, un homme tue quatre personnes lors d’attaques et une prise d'otage dans un supermarché dans l'Aude, à Trèbes. L'homme, qui a été abattu, était un franco-marocain se réclamant de l'État islamique, qui a revendiqué l'attentat le jour même[305].
- Afghanistan : le 22 avril à Kaboul, une attaque à la bombe devant un établissement d’enregistrement pour les élections législatives fait 57 morts et 119 blessés. L’attaque est revendiquée par l’EI[306].
- Mali : le 26 avril à Aklaz et le 27 avril à Awakassa, 2 terroristes (probablement des djihadistes ayant prêté allégeance à l’EI) massacrent au total 43 civils, à proximité de la frontière Nigérienne[307],[308].
- France : le 12 mai à Paris, vers 21 h un individu attaque à l'arme blanche des passants en criant « Allah akbar », il tue une personne, en blesse quatre autres dont deux gravement[309], il se dirige ensuite vers une patrouille de police qui décide de l’abattre. Cette attaque est revendiquée par Daech[310].
- Indonésie : le 13 mai à Surabaya, la deuxième ville du pays, ont lieu trois explosions devant trois églises catholiques, vers 7 h 30 du matin et à dix minutes d’intervalle. Au moins neuf personnes sont tuées et 40 blessées (bilan provisoire). Un des assaillants est tué par la police[311].
- Belgique : le 29 mai à Liège, un homme attaque au couteau deux policières qu'il tue avant de s'emparer de leurs armes de service. Il abat ensuite un jeune homme. L'homme prend ensuite une femme en otage dans un lycée avant de foncer sur la police en ouvrant le feu. Il est abattu par les forces de police[312]. L'attaque est revendiquée par l'État islamique.
- Syrie : le 25 juillet, l'État islamique lance une série d'attaques dans le gouvernorat de Soueïda, les attaques font plus de 220 morts[313]. La ville de Soueïda est ciblée, de même que plusieurs villages du nord-est de la province[313].
- Tadjikistan : le 29 juillet, 4 cyclotouristes sont tués sur une route de la province de Danghara à quatre-vingt-dix kilomètres au sud de la capitale du pays Douchanbé. Le groupe État islamique a revendiqué l'opération et a diffusé une vidéo présentant les cinq meurtriers présumés. Le commanditaire serait les modérés du Parti de la renaissance islamique du Tadjikistan[314],[315].
- Tchétchénie : le 20 août, il est dix heures du matin quand deux assaillants sont abattus à Shali lors de l'attaque au couteau d'un commissariat, blessant 2 policiers. Au même moment, un kamikaze se fait exploser au nord de Shali. Dans l'heure suivante, ce sont deux attaques qui ont lieu à Grozny où des assaillants ouvrent le feu sur la police, laissant pour morts au moins deux assaillants et un policier ainsi que plusieurs blessés. Enfin, une attaque à la voiture bélier conduite par un jeune de 17 ans fait plusieurs blessés. L'assaillant est abattu. Les attaques sont revendiquées par l'État islamique pour 3 d'entre elles.
- Égypte : le 2 novembre, des militants islamistes tendent une embuscade à trois bus transportant des pèlerins chrétiens revenant d'un monastère lointain copte. Les responsables égyptiens ont déclaré que sept personnes avaient été tuées et 19 blessées. L’État islamique local qui a revendiqué l'attaque a déclaré que 13 chrétiens avaient été tués et 18 autres blessés[316].
- Australie : le 9 novembre, une attaque au couteau fait un mort et deux blessés à Melbourne. L'attaque considérée comme terroriste par la police australienne, est commise par Hassan Khalif Shire Ali, 30 ans, originaire de Somalie. Le terroriste meurt à l'hôpital après avoir été blessé par balles par la police. Le groupe État islamique a revendiqué l'attaque[317].
- France : le 11 décembre Attentat du marché de Noël de Strasbourg, un homme tue cinq passants et en blesse une dizaine d'autres. L'assaillant, un Franco-Algérien de 29 ans, est abattu le 13 décembre à Strasbourg par la police. L'attaque est revendiquée par l'État islamique.
- Maroc : le 17 décembre, meurtre de deux jeunes touristes norvégienne et danoise, dont les corps ont été découverts lundi 17 décembre dans une vallée du massif du Haut Atlas réputée pour ses sentiers de randonnée. Les assaillants ont publié une vidéo d’allégeance à l’organisation l'État islamique.
- Égypte : en 2018[Quand ?], un attentat à Gizeh, provoque la mort de 3 touristes vietnamiens ainsi que de leur guide et 10 autres touristes et que le chauffeur du bus sont blessés.

#### 2019

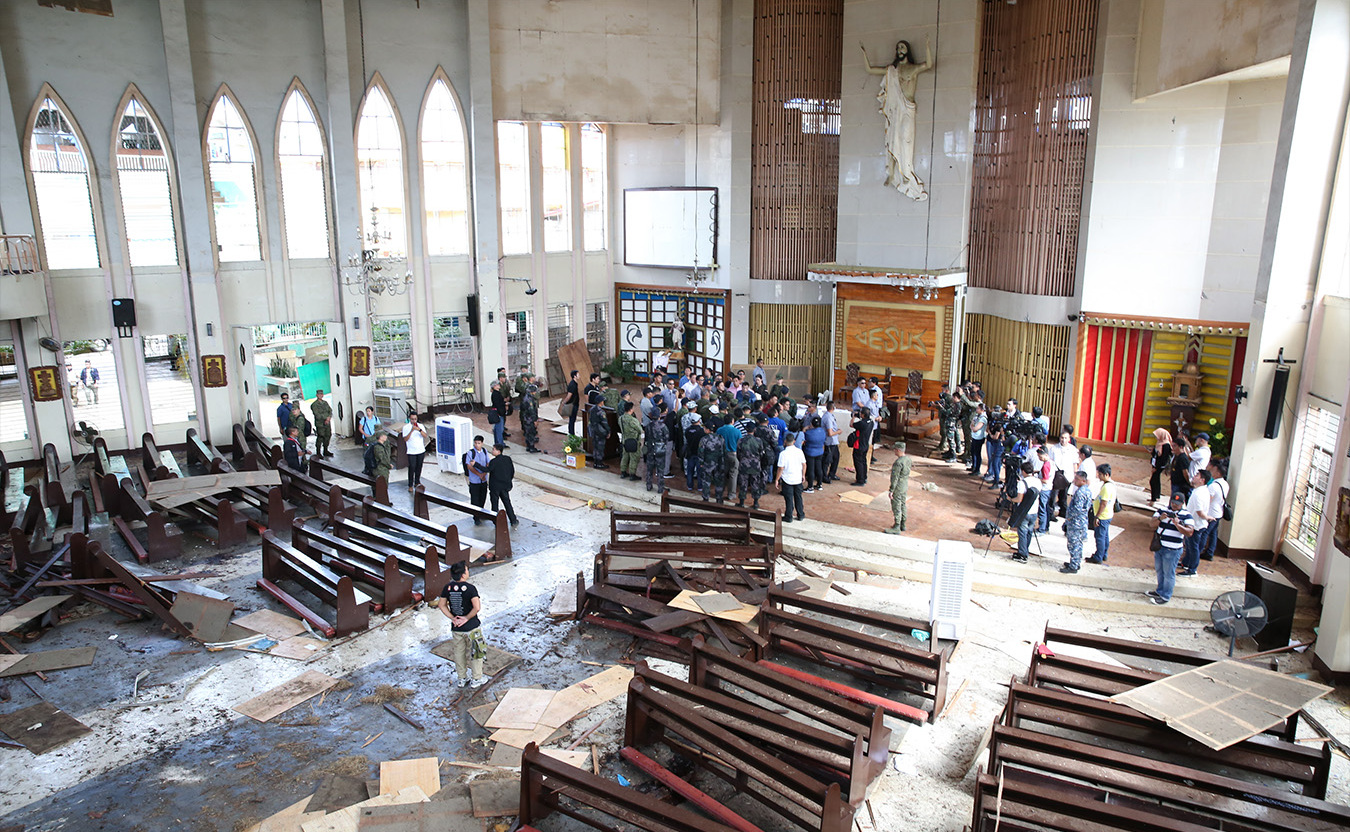
Attentat de la cathédrale Notre-Dame-du-Mont-Carmel de Jolo.

- Kenya : le 15 janvier, les militants d'al shabaab attaquent un hôtel a Nairobi causant 21 morts[318].
- Philippines : le 27 janvier, Attentat de la cathédrale Notre-Dame-du-Mont-Carmel de Jolo : au moment même où les fidèles se réunissaient pour la messe dimanche, deux bombes ont explosé dans la cathédrale, au moins vingt personnes ont été confirmées mortes lors de l'assaut ainsi qu'une centaine de blessées. L'État islamique a revendiqué la responsabilité.
- Burkina Faso : le 15 février, des djihadistes armés perpétuent deux attaques dans l'est du pays. Un prêtre espagnol puis quatre douaniers burkinabé meurent[319].
- Pays-Bas : le 18 mars, s'est produite une fusillade dans un tramway à Utrecht, ainsi que dans d'autres endroits de la ville. Le bilan est de quatre morts et de six blessés. Gökmen Tanış, un homme de 37 ans, né en Turquie, anciennement en contact avec des membres de l'État islamique en Tchétchénie, avoue ses crimes[320].
- Sri Lanka : le 21 avril, une série d'attentats, commis par des kamikazes, contre des hôtels de luxe et des églises où était célébrée la messe de Pâques, cause la mort de 258 personnes, dont 45 étrangers et fait 495 blessés hospitalisés, selon un dernier bilan. Daech a revendiqué ces attentats[321].
- France : le 24 mai, attentat de la rue Victor-Hugo de Lyon.
- Liban : le 3 juin, Fusillade à Tripoli en 2019. quatre morts et un blessé.
- Burkina Faso : le 22 juin, quinze morts dans les villages de Sagho (treize victimes) et Toekédogo (deux victimes), dans la commune de Barsalogho, dans le nord du pays. Des djihadistes armés ont commis ces attaques sanglantes. Prévenues, les autorités militaires et policières déciment les assaillants[322].
- Tunisie : le 27 juin, double attentat-suicide à la bombe à Tunis[323]. Un premier kamikaze s'est fait exploser près d'une voiture de police, rue Charles-de-Gaulle, à quelques pas de la célèbre avenue Habib-Bourguiba, un lieu très prisé des passants et des touristes. Un policier a été tué et un autre blessé, tout comme trois civils. Bilan : un mort et quatre blessés.
- Irak : le 27 juin, deux bus ont explosé à Kirkouk causant la mort d'une personne et en blessant 24 autres.
- Afghanistan : le 17 août, un attentat fait 63 morts et 182 blessés y compris des femmes et des enfants lors d'un mariage à Kaboul[324].
- France: le 3 octobre, attentat de la préfecture de police de Paris, quatre morts ; l'auteur de l'attaque est abattu.
- Royaume-Uni : le 11 octobre, attaque du 11 octobre 2019 à Manchester, quatre blessés au couteau dans un centre commercial.
- Mali : le 1er novembre, une attaque terroriste de grande ampleur contre un camp militaire à Indelimane dans le nord-est du pays porte un coup dur à l'armée malienne. 49 soldats sont tués. Le groupe djihadiste État islamique (EI) revendique l'attaque le lendemain[325].
- Mali : le 2 novembre, un militaire français est tué, le matin, par un engin explosif lors du passage de son véhicule blindé, dans le nord-est du pays. L'État islamique (EI) revendique l'attaque le soir même[326].
- Royaume-Uni : le 29 novembre, attentat du 29 novembre 2019 à Londres, une attaque terroriste à l'arme blanche survient sur le pont de Londres, dans le centre de la capitale britannique, faisant deux morts et trois blessés.
- États-Unis : le 6 décembre, attentat de la base aéronavale de Pensacola, un étudiant de l'armée de l'air saoudienne en formation militaire tue trois personnes et blesse sept autres, sur la base de Pensacola en Floride avant d'être abattu par la police, l'attaque est revendiquée par Al-Qaïda dans la péninsule arabique.
- Burkina Faso : le 24 décembre, trente-cinq personnes, dont 31 femmes, ont été tuées, ainsi que sept militaires, lors de l’attaque de la base militaire puis de la ville d'Arbinda, au nord du pays. Le groupe djihadiste État islamique en Afrique de l’Ouest (ISWAP) a revendiqué uniquement l’attaque contre la base militaire, sans évoquer les victimes civiles. Cette attaque fut la plus meurtrière qu’ait connue le pays depuis le début des violences djihadistes en 2014.
- Nigeria : le 26 décembre, une vidéo de 56 secondes produite par l’« agence de presse » Amaq de l’État islamique montre la mort de 11 otages chrétiens. Un est abattu, les autres décapités[327].
- Somalie : le 28 décembre, un attentat à la voiture-piégée fait 85 morts, 12 disparues[328],[329] et environ 150 blessés[330] à Mogadiscio.

### Années 2020

#### 2020

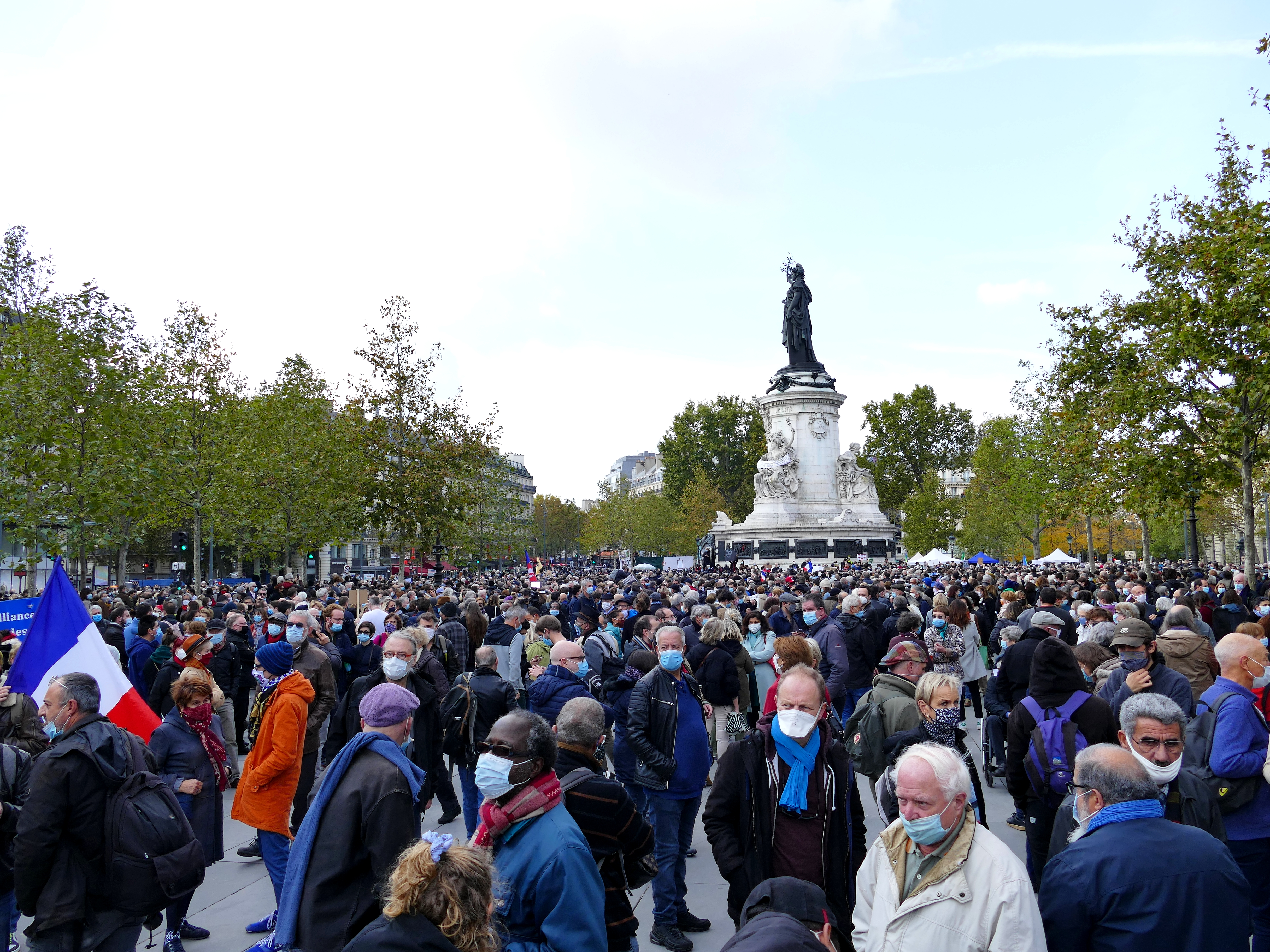
Hommages place de la République à Paris le 18 octobre 2020, en réaction à l'assassinat de Samuel Paty.

- Nigeria : le 2 janvier, le président de l'association chrétienne du Nigeria, le pasteur Lawan Andimi, est enlevé par Boko Haram. Il est décapité le 20 janvier, après avoir refusé de renier sa foi[331].
- France : le 3 janvier, un homme récemment converti à l'islam attaque à l'arme blanche des passants à Villejuif : un mort et deux blessés. Des témoins ont entendu l’assaillant, qui a épargné un passant ayant su réciter une prière musulmane, crier « Allahu akbar ». Le 4 janvier, le parquet national antiterroriste se saisit de l'enquête[332].
- Burkina Faso : le 4 janvier, au moins quatorze personnes, dont sept collégiens, sont tuées par l’explosion d’un engin artisanal djihadiste au passage d’un car dans le nord-ouest du pays[333].
- France : le 5 janvier, un individu connu de la DGSI et fiché S, armé d'un couteau et criant « Allahu akbar », est interpellé à Metz après avoir tenté d'agresser des policiers[334].
- Kenya : le 5 janvier, des terroristes d'Al-Shabaab attaquent et tuent un militaire et deux civils travaillant pour la défense américaine[335].
- Allemagne : le 5 janvier, attaque au couteau de deux policiers par un Turc de 37 ans à Gelsenkirchen, au cri de « Allahu akbar » ; le terroriste est abattu[336].
- Royaume-Uni : le 10 janvier, à Cambridgeshire, attaque au couteau de surveillants par un détenu islamiste condamné pour terrorisme, aux cris de « Allahu akbar » ; cinq blessés dont un grave[337].
- Nigeria : les 26 et 27 janvier, dans les villages de Kwatas, Rubio et Marish, dans l’État de Plateau, une attaque de Fulanis a causé la mort de 32 chrétiens. Les assaillants ont également incendié quatre églises, et détruit de nombreuses habitations et terrains, laissant 7 500 personnes sans domicile, église, ni moyen de survivre[338].
- Royaume-Uni : le 2 février, dans le sud de Londres (Streatham), attaque à la machette de deux passants, le terroriste abattu par la police[339].
- Belgique : le 2 février, à Gand, attaque de deux passants au couteau, le terroriste abattu par la police[340].
- Afghanistan : le 11 février, à Kaboul, un kamikaze s'est fait exploser, tuant avec lui cinq personnes dont quatre militaires et 1 civil, et en blessant six autres dont trois militaires et trois civils.
- Burkina Faso : le 11 février, le pasteur Omar Tindano, son fils, ses neveux et le diacre Lankoandé Babilibilé sont enlevés et assassinés[341].
- Burkina Faso : 16 février, à Pansi, attaque d'une église protestante : 24 morts dont le pasteur, 18 blessés et plusieurs personnes enlevées[341].
- Afghanistan : 6 mars, une attaque visant un rassemblement politique à Kaboul fait 29 morts et 81 blessés[342].
- Tunisie : le 6 mars, deux kamikazes attaquent l'ambassade des États-Unis à Tunis, l'un d'eux est abattu par la police et l'autre se fait exploser, tuant un policier qui protégeait l'ambassade et blessant 4 autres policiers et une femme civile[343].
- France : le 4 avril, un réfugié soudanais, Abdallah Ahmed-Osman, tue deux personnes et en blesse cinq autres en criant « Allahu akbar » à Romans-sur-Isère[344] Le 8 avril, il est mis en examen pour « assassinats en relation avec une entreprise terroriste »[345].
- France : le 27 avril à Colombes, Youssef Tihlah activiste de la cause palestinienne[réf. nécessaire] percute en voiture deux policiers à moto, grièvement blessés. Il dit avoir voulu mourir en martyr[346], une lettre d'allégeance à l'État Islamique a été retrouvée dans sa voiture[347].
- Afghanistan : le 12 mai, à Kaboul, attaque d'une maternité, revendiquée par l'État Islamique. Au moins 24 personnes, dont des nouveau-nés et des infirmières, ont été tuées et 16 autres blessées par trois hommes armés dans un hôpital d’un quartier habité par la minorité chiite[348].
- États-Unis : le 22 mai, un homme d'origine syrienne fonce en voiture sur la base navale de Corpus Christi au Texas, faisant un blessé avant d'être abattu par un militaire après un échange de coups de feu.
- Burkina Faso : les 29 et 30 mai, plusieurs attaques terroristes dans le nord et l’est du pays ont fait au moins une cinquantaine de victimes, majoritairement civiles[349].
- Nigeria: le 10 juin, dans le village de Felo, dans l'État du Borno, des assaillants de ISWAP, une filiale de Boko Haram, tuent près de 69 personnes[350].
- Côte d'Ivoire : le 11 juin, à Kafolo, près de la frontière burkinabé, des djihadistes attaquent un poste frontière et tuent « une dizaine de soldats ivoiriens »[351].
- Royaume-Uni : le 20 juin, une attaque au couteau à Reading : trois morts et trois blessés graves par un suspect de 25 ans.
- Royaume-Uni : le 26 juin, une attaque au couteau au sein d'un hôtel de Glasgow fait six blessés.
- Niger : le 9 août, 3 hommes armés à moto, attaquent cruellement 8 personnes, dont 7 humanitaires de l'ONG ACTED (1 nigérien et 6 français), ainsi que leur guide nigérien, dans la réserve de girafes de Kouré. Leur assassinat est revendiqué par l'EIGS un mois après[352] le 17 septembre.
- Allemagne : le 18 août, un irakien de 30 ans provoque plusieurs accidents sur l'autoroute urbaine de Berlin, blessant six personnes. Le suspect aurait crié « Allahu akbar ». Le parquet évoque la piste d'un « probable attentat islamiste »[353].
- Philippines : les attentats du 24 août 2020 à Jolo font 14 morts et 75 blessés.
- Suisse : le 12 septembre, dans la ville de Morges, un passant est tué dans la rue, de plusieurs coups de couteau. Le meurtrier avoue qu’il s’agit d’une vengeance au nom du prophète[354].
- France : le 25 septembre, une attaque terroriste islamiste est commise à proximité des anciens locaux de Charlie Hebdo où deux personnes sont gravement blessées à l'arme blanche par un jeune étranger pakistanais, qui affirme avoir agi en représailles de la récente republication par le journal des caricatures de Mahomet.
- France : le 25 septembre, devant le commissariat de police de Sarcelles. Un homme attaque, avec une arme similaire à celle utilisée plus tôt devant les anciens locaux de Charlie Hebdo, un homme de 27 ans en lui portant un coup au cou et un au visage en criant « Allah akbar » avant de s'enfuir. La victime gravement blessée est secourue sur place avant d'être transportée en urgence à l'hôpital. L'assaillant n'a pas pu être retrouvé.
- Allemagne : le 4 octobre, une attaque au couteau à Dresde contre un couple homosexuel par un partisan de l'État islamique arrivé comme réfugié et d'origine syrienne fait un mort et un blessé[355].
- France : le 16 octobre, une attaque terroriste islamiste est commise à proximité d’un collège à Conflans-Saint-Honorine où un fonctionnaire de l’Éducation nationale, Samuel Paty, professeur d’histoire et géographie est décapité à l'arme blanche par un jeune russe d’origine tchétchène en représailles d’une récente leçon sur la liberté d’expression illustrée par des caricatures de Mahomet stigmatisée sur les réseaux sociaux. Le terroriste est abattu par les forces de l'ordre quelques minutes plus tard à environ quinze kilomètres de l'attaque.
- Afghanistan : le 24 octobre, un kamikaze se fait exploser à l'entrée d'un centre éducatif, dans un quartier de Kaboul régulièrement visé par le groupe État islamique. Au moins 24 étudiants sont morts[356].
- France : le 29 octobre, une attaque terroriste islamiste est commise dans la Basilique Notre-Dame de Nice, où trois personnes décèdent. Une femme et un homme sont assassinés dans la Basilique et une autre une femme succombe à ses blessures après avoir fui la scène du crime et s'être réfugiée dans un bar.
- Nigeria : le 1er novembre, Les djihadistes de Boko Haram ont tué 12 personnes et en ont enlevé 7, lors de l’attaque d’un village proche de Chibok dans le nord-est du Nigeria[357].
- Autriche : le 2 novembre, un attentat à Vienne, revendiqué par l'État Islamique, fait 4 morts et 28 blessés dont plusieurs grièvement. Le terroriste, qui venait de sortir de prison, a tué avec un fusil d'assaut AK-47, il avait tenté de rejoindre la Syrie. Beaucoup de monde se trouvaient dans les rues durant l'attaque, puisqu'il a eu lieu la veille de la fermeture des bars et restaurants à cause de la Covid-19, les gens étaient venus apprécier un dernier repas en extérieur avant les fermetures. C'est la première attaque terroriste depuis celle de la synagogue de Vienne le 29/08/1981.
- Afghanistan : le 2 novembre, 2 hommes attaquent l'université de Kaboul : au moins 35 étudiants sont morts. L'État islamique a revendiqué l'attaque[358].
- Mozambique : le 7 novembre, 50 adolescents civils sont décapités, plusieurs d'entre eux démembrés, sur un terrain de foot dans la province du Cabo Delgado. Des militants islamistes radicaux affiliés à Daesh ont attaqué aux cris de « Allah Akbar »[359].
- Arabie saoudite : le 11 novembre, un attentat à l’explosif au cimetière non musulman de Jeddah, lors d’une cérémonie commémorant l’armistice du 11 novembre 1918 associant plusieurs consulats généraux, dont le consulat de France, fait deux blessés. L'État Islamique revendique l'attentat[360].
- Suisse : le 24 novembre, dans un grand magasin de Lugano, deux femmes sont agressées, dont une au couteau aux cris d'« Allahu akbar », par une sympathisante de l'État islamique.
- Indonésie : le 27 novembre, dans un village isolé sur l’île de Sulawesi, 4 chrétiens tués, dont un décapité et un autre brûlé vif, par des islamistes liés à l’État islamique[361].
- Nigeria : le 28 novembre, au moins 110 civils tués, la plupart égorgés, par des jihadistes présumés dans l’État de Borno, selon l’ONU[362].
- Arabie saoudite : le 14 décembre, bateau piégé explose à proximité d'un pétrolier à Jeddah. Aucune victime n'est à déplorer.
- Tunisie : le 20 décembre, un homme de 20 ans est décapité dans la région de Kasserine.
- Cisjordanie : le 20 décembre, assassinat d’Esther Horgen par un terroriste qui voulut venger la mort d'un prisonnier mort en prison.
- Pakistan : le 27 décembre, une attaque terroriste fait 11 morts dans la province du Baloutchistan.
- Mali : le 28 décembre, trois soldats français sont tués après l'explosion d'une bombe improvisée sous leur véhicule, au Nord-Est du pays. Al-Qaïda revendique l'attaque six jours plus tard.
- Yémen : le 30 décembre, une bombe explose suivie de coups de feu à l'aéroport de Aden peu après l'atterrissage de l'avion accueillant le gouvernement du Yémen, l'attentat fait un total de 26 morts et plusieurs dizaines de blessés.
- Syrie : le 30 décembre, un bus avec des militaires et leurs familles est visé à Deir ez-Zor faisant 39 morts et 10 blessés.

#### 2021

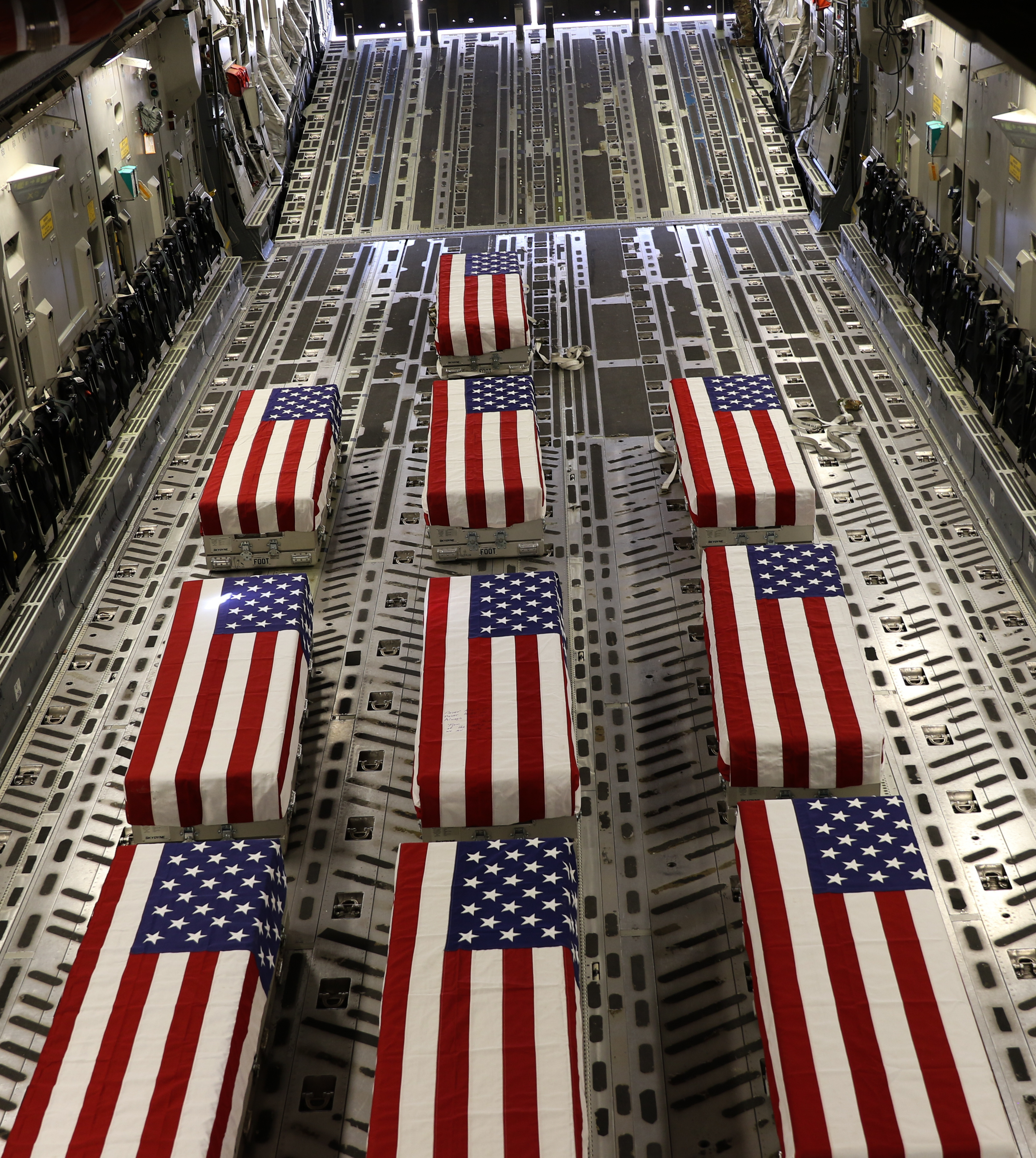
Soldats américains tués lors de l'attentat de l'aéroport de Kaboul, lors de l'évacuation d'Afghanistan.

- Mali : le 2 janvier, deux soldats français tués et un troisième blessé après l'explosion d'une bombe improvisée sous leur véhicule, au Nord-Est du pays ; l'attaque est revendiquée par une organisation terroriste djihadiste[363].
- Somalie : le 2 janvier, un kamikaze se fait exploser sur un site de construction d'une entreprise turque située à Mogadiscio, faisant cinq morts et 14 blessés.
- Niger : le 2 janvier, une attaque terroriste organisée a fait 100 morts et 25 blessés pendant les élections présidentielles du pays. Cette attaque de 100 motos avec des armes répartis entre deux villages éloignés de sept kilomètres. Le nombre de morts étant plus nombreux dans le village de Tchombango avec 70 morts que dans le village de Zaroumadareye avec 30 morts.
- Syrie : le 3 janvier, un bus transportant des militaires et leurs familles rentrant chez eux a été visé par un attentat qui fait quatorze morts dont deux enfants de moins de 10 ans et seize blessés.
- Cameroun : le 8 janvier, une kamikaze de Boko Haram se fait exploser et tue 13 civils, dont huit enfants et adolescents, dans le nord du pays[364].
- Mali : le 8 janvier, un kamikaze utilise un véhicule bélier et explose dans le Sud du pays. Il visait des militaires français. Le bilan est de six blessés.
- Niger : le 15 mars, 66 personnes sont mortes dans une attaque terroriste près de Banibangou, dans la région de Tillabéry, dans l’ouest du pays[365].
- République démocratique du Congo : le 16 mars, au moins 15 civils ont été massacrés à Bulongo, dans l'est du pays. Les combattants ADF sont soupçonnés d’être derrière cette tuerie[366].
- Mali : le 21 mars, 33 soldats de l'armée malienne sont tués dans une attaque revendiquée par l'État islamique[367].
- Niger : le 21 mars, une soixantaine de civils de la région de Tahoua, près du Mali, sont tués[368].
- Mozambique : le 24 mars, attaque de Sud-Africains lorsque des insurgés djihadistes ont envahi un hôtel de la ville côtière de Palma, dans la province de Cabo Delgado. 55 personnes ont été tuées, la plupart décapitées[369].
- Indonésie : le 28 mars, attentat suicide dans la cathédrale de Makassar, au sud de l’île de Célèbes, dix personnes blessées[370].
- Égypte : le 17 avril, l'État islamique diffuse une vidéo d’un chrétien copte de 62 ans tué à bout portant, ainsi que deux autres membres d’une tribu locale. Nabil Habashi Salama avait participé à la reconstruction des églises détruites par les islamistes dans la région ; il était porté disparu depuis son enlèvement dans les rues de Bir al-Abed en novembre 2020[371].
- France : le 23 avril, attaque au couteau à Rambouillet : une fonctionnaire de police, poignardée par un suspect qui est abattu[372].
- Afghanistan : le 8 mai, une explosion devant une école pour filles à Kaboul fait au moins 85 morts et des dizaines de blessés, dont des élèves, au moment où le ramadan touche à sa fin et que les forces étrangères accélèrent leur retrait. L’attentat s’est produit dans le quartier de Dasht-e Barchi, dans l’ouest de la capitale afghane, peuplé majoritairement par des chiites hazaras, souvent pris pour cible par des militants islamistes sunnites[373].
- Afghanistan : le 15 mai, attentat dans une mosquée soufi, plus de 60 morts. L'État islamique revendique l'attentat[374].
- Burkina Faso : le 6 juin, des djihadistes attaquent le village de Solhan dans la province de Yagha, 146 personnes sont tuées[375].
- Allemagne : le 25 juin, un somalien connu pour faits de violences et problèmes psychiatriques tue 3 personnes et en blesse 5 autres, en criant « Allah akbar », dans une attaque au couteau à Wurtzbourg[376],[377]. Il visait principalement les femmes. Du matériel de l'État islamique a été retrouvé chez lui[réf. nécessaire].
- Afghanistan : le 26 août, un kamikaze se fait exploser aux portes de l'aéroport de Kaboul, où se déroule l'évacuation de la ville par les étrangers et afghans ayant aidé les pays étrangers durant la guerre pour fuir les talibans qui ont repris le pouvoir le 15 août dernier, faisant 170 morts dont 13 militaires américains et 200 blessés. L'évacuation qui a commencé le jour de la prise de pouvoir est maintenu jusqu'au 31 août par le Pentagone. Plusieurs pays appellent à la prudence et craignent d'autres attaques similaires avant la fin des évacuations. L'État islamique a revendiqué l'attaque.
- Afghanistan : le 8 octobre, un attentat suicide revendiqué par l'État islamique fait au moins 55 morts dans une mosquée chiite de Kunduz[378].
- Afghanistan : le 15 octobre, un attentat suicide mené par deux kamikazes et revendiqué par l'État islamique fait 41 morts et 70 blessés dans une mosquée chiite de Kandahar[379].
- Royaume-Uni : le 15 octobre, le député conservateur David Amess est poignardé à plusieurs reprises par un attaquant dont les motivations seraient liées à l'extrémisme islamiste[380] et décède de ses blessures.
- Ouganda : attentats de 2021 en Ouganda (23/25/29 octobre et 16 novembre 2021).
- Allemagne : le 6 novembre, une attaque au couteau a eu lieu sur l’ICE entre Regensburg et Nuremberg. 4 personnes ont été gravement blessées. L’agresseur est un Syrien de 27 ans, Abdalrahman A. Il serait entré en Allemagne en 2014 et serait un réfugié reconnu. Après une enquête de l’Office bavarois de lutte contre l’extrémisme et le terrorisme, « il s’est avéré que l’on pouvait supposer la culpabilité du prévenu et qu’il avait agi sur la base de convictions extrémistes islamistes », indique le parquet dans un communiqué[381].

#### 2022

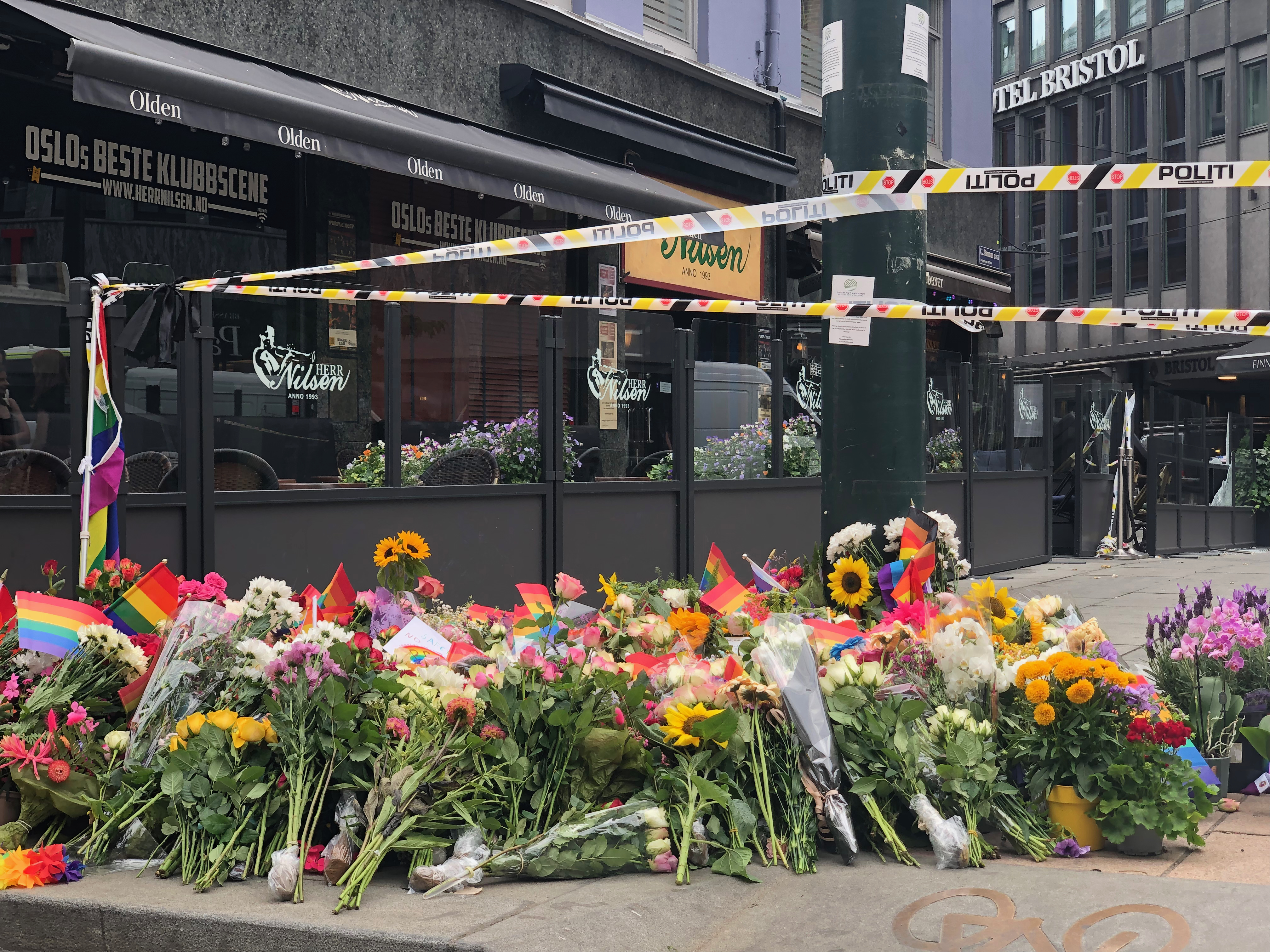
L'attentat du 25 juin 2022 à Oslo vise la communauté homosexuelle.

- France : le 2 mars, Yvan Colonna est très grièvement blessé par un détenu radicalisé - Franck Elong Abe, arrêté en 2012 en Afghanistan - à la prison d’Arles; il décède le 21 mars[382].
- Israël : le 22 mars, attaque au couteau à Beer-Sheva, 4 israéliens sont tués[383].
- Israël : le 27 mars, 12 victimes d'un attentat revendiqué par l'État islamique, à Hadera dans le nord d’Israël : 10 blessés, et 2 policiers tués, dont Shirel Aboukrat, née à Marseille, 19 ans, a indiqué l’ambassade de France à Tel-Aviv[384].
- Israël : le 29 mars, 5 morts dans des attaques armées près de Tel-Aviv[385].
- Israël : le 7 avril, 2 morts et une dizaine de blessés dans une attaque à Tel Aviv devant un restaurant[386].
- Nigeria : le 5 juin, 22 morts et 58 blessés lors de l'attaque en pleine messe de la Pentecôte d'une église catholique, dans l'Etat d'Ondo[387].
- Norvège : le 25 juin, à Oslo, un attentat se produit dans trois endroits : près du club gay London Pub, du club de jazz Herr Nilsen et d’un point de vente de nourriture à emporter. 2 morts et 21 blessés sont à déplorer. Le tireur allégué, Zaniar Matapour, est un Norvégien d'origine iranienne âgé de 42 ans[388].
- Burkina Faso : dans la nuit du 3 au 4 juillet, au moins 20 personnes ont été assassinées à Bourrasso, un village situé dans le nord-ouest du Burkina Faso. Quatorze d’entre elles ont été tuées devant l’église[389].
- Syrie : le 24 juillet, une attaque de drone tue une personne et en blesse sept autres dans la ville chrétienne de Sqalbieh au nord-ouest de Hama, pendant la consécration de la nouvelle église grecque orthodoxe Sainte-Sophie.
- Mozambique : le 6 septembre, une religieuse italienne, sœur Maria De Coppi, est tuée d'une balle dans la tête. Un chef traditionnel a lui aussi perdu la vie[390].
- Afghanistan : le 30 septembre, un attentat suicide soupçonné d’avoir été perpétré par l'État islamique au Khorassan a tué 25 personnes et blessé 36 personnes[391].
- Allemagne : le 18 octobre, un Somalien a crié « Allahu akbar » avant de poignarder et de tuer 2 femmes, dont l'une a eu la main coupée, et d'en blesser une autre femme dans une rue de Ludwigshafen[392].
- Belgique : le 10 novembre, à Schaerbeek, lors d'une attaque au couteau, Thomas, policier de 29 ans, est égorgé aux cris de « Allah akbar » par Yassine Mahi, un belgo-marocain fiché S qui était suivi par deux cellules de déradicalisation[393].

#### 2023

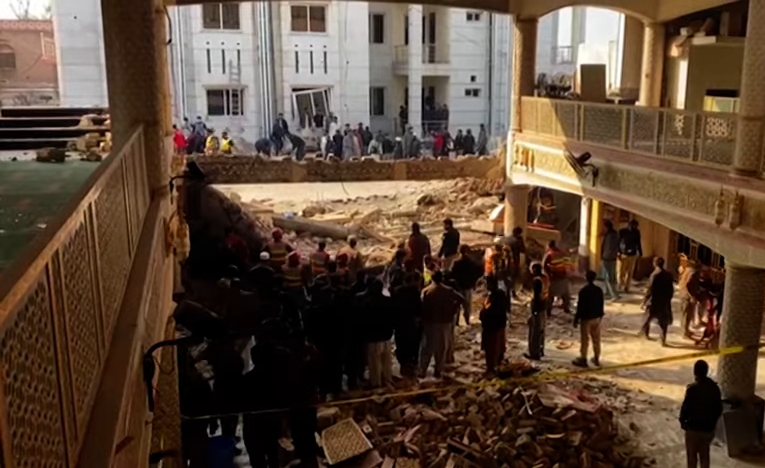
Mosquée frappée par l'attentat du 30 janvier 2023 à Peshawar, revendiquée par un groupe de taliban pakistanais.

- Nigeria : le 15 janvier, des hommes armés ont brûlé vif Isaac Achi, un prêtre catholique, et enlevé cinq fidèles, lors de deux attaques distinctes à Kafin-Koro, dans le centre du pays. Dans une autre attaque quelques heures plus tard, des « bandits » ont pénétré dans une maison du village de Dan Tsauni (district de Kankara, nord-ouest), dans l'Etat de Katsina, et ont enlevé cinq fidèles qui se préparaient à se rendre à la messe dominicale dans une église voisine[394].
- Espagne : une série d'attaques à l'arme blanche[Quand ?] (s'inscrivant dans la mouvance du « salafisme djihadiste ») au sein de deux édifices catholiques dans la ville andalouse d'Algésiras fait un mort — un sacristain — et quatre blessés dont un prêtre grièvement. Yasine Kanjaa, un marocain âgé de 25 ans, en situation irrégulière, est arrêté[395].
- Pakistan : l'attentat du 30 janvier 2023 à Peshawar vise des policiers priant dans une mosquée et fait 100 morts, revendiqué par Jamaat-ul-Ahrar.
- Ouganda : le 16 juin, au moins 37 morts dans l'attaque d'un lycée dans le district de Kasese, par les Forces démocratiques alliées (ADF), une milice islamiste qui a prêté allégeance au groupe État islamique. Il ne s'agit d'ailleurs pas de la première attaque contre une école en Ouganda attribuée aux ADF. En juin 1998, 80 étudiants avaient été brûlés vifs dans leurs dortoirs lors d'une attaque contre l'Institut technique de Kichwamba, près de la frontière de la RD Congo. Plus de 100 étudiants avaient été enlevés[396].
- Pakistan : le 30 juillet, dans le nord-ouest du Pakistan, un attentat revendiqué par le groupe État islamique lors d'un meeting politique du parti religieux conservateur Jamiat Ulema-e-Islam (JUI-F), allié clef de la coalition gouvernementale, fait au moins 54 morts[397].

- Israël : attaque du Hamas contre Israël d'octobre 2023, faisant 1 200 victimes, 3 400 blessés et 240 otages.
- France : le 13 octobre, une attaque au couteau est perpétrée dans un lycée d'Arras : 1 personne est tuée (un professeur) et 3 autres blessées : un agent de sécurité de l'établissement (gravement blessé), un cuisinier et un autre professeur.
- Belgique : le 16 octobre, une fusillade visant un groupe de supporter suédois juste avant le match de foot Belgique-Suède. Fait deux morts et plusieurs blessés grave. L'attaque est revendiquée en arabe dans une vidéo.
- Burkina Faso : le 5 novembre une attaque dans la région Centre-Nord provoque la mort de plus de 70 personnes.
- Israël : le 30 novembre, au moins 3 morts et 6 blessés lors d’une fusillade contre un arrêt de bus à Jérusalem-Ouest.
- France : 2 décembre. Un terroriste tue un touriste allemand à Paris et blesse 2 autres personnes.
- Nigeria : du 23 au 25 décembre, des groupes armés attaquent 26 villages chrétiens. Environ 200 personnes meurent dans ces attaques et 500 personnes sont blessées.

#### 2024

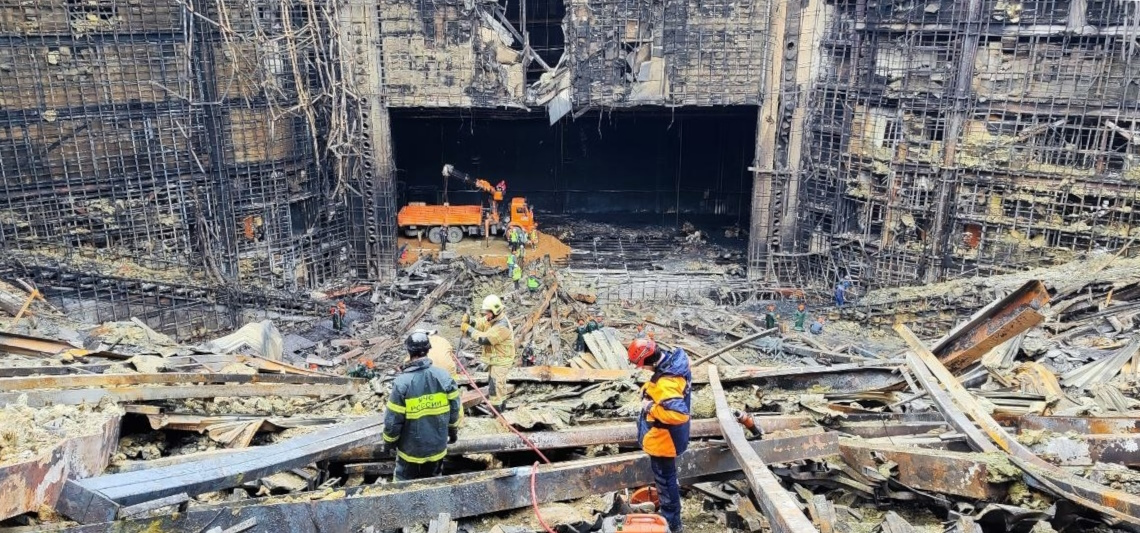
Attentat du Crocus City Hall à Moscou.

- Iran : le 4 janvier, deux explosions dans la ville de Kerman font 94 morts et 284 blessés, le jour du quatrième anniversaire de la mort du général Qassem Soleimani. L'État islamique revendique les attaques[398].
- Suisse : le 10 mars, un adolescent de 15 ans blesse grièvement à l’arme blanche un juif orthodoxe en plein centre de Zurich. L'auteur, naturalisé et d’origine tunisienne, avait fait allégeance à Daech dans une vidéo[399],[400].
- Russie : le 22 mars[401], 4 hommes armés ont pénétré dans le parterre du Crocus City Hall à Moscou pendant un concert et ont ouvert le feu. La fusillade a fait 145 morts et 551 blessés. Les assaillants ont utilisé des explosifs qui ont provoqué un incendie du bâtiment.
- Australie : le 15 avril[402], une nouvelle attaque au couteau est perpétrée dans une église. L'attaque fait quatre blessés dont un grave.
- Australie : le 5 mai[403], un adolescent radicalisé de 16 ans blesse gravement un homme d'âgé avec un couteau. Il est abattu par la police.
- France : le 17 mai, un homme essaye de mettre le feu à une synagogue avant d'attaquer des policiers avec un couteau, il est abattu[404].
- Afghanistan : le 17 mai, trois touristes espagnols et trois ressortissants afghans sont tués à la mitrailleuse alors qu'ils déambulaient dans le bazar de Bamiyan, la première destination touristique d'Afghanistan. Daech a revendiqué ces meurtres[405].
- Allemagne : le 23 août, l'attaque au couteau de Solingen fait trois morts et huit blessés dont quatre grièvement. Le principal suspect, qui a avoué, est un Syrien arrivé en Allemagne fin décembre 2022. L'attaque est revendiquée par l'État islamique[406], « pour venger les musulmans de Palestine et de partout ailleurs ».
- France : le 24 août, L'attentat a visé la synagogue Beth Yaacov Atlan de La Grande-Motte. Le suspect, El Hussein K., un Algérien de 33 ans, en France depuis plusieurs années et en situation régulière, portant un drapeau palestinien, a incendié deux véhicules devant la synagogue, provoquant une explosion. L'incident a blessé légèrement un policier et un drame a été évité de justesse. El Hussein K. a été arrêté à Nîmes après une traque de 15 heures, au cours de laquelle il a ouvert le feu sur les forces d'intervention, avant d'être blessé et hospitalisé[407],[408].
- Israël : un attentat terroriste a eu lieu à Tel-Aviv, en Israël, le 1er octobre 2024. L’attaque a été perpétrée par deux terroristes armés d’armes automatiques dans le quartier de Jaffa, faisant sept morts et huit blessés.[réf. nécessaire]
- Israël : le 6 octobre 2024, un attentat terroriste a eu lieu à la gare routière de Beer-Sheva, en Israël. Selon les premiers rapports, un terroriste a ouvert le feu contre des civils, blessant neuf personnes, dont une jeune femme qui se trouve dans un état critique. Le terroriste a été abattu par les forces de sécurité israéliennes.[réf. nécessaire]

#### 2025
- États-Unis : Attentat de La Nouvelle-Orléans, le 1er janvier, vers trois heures du matin, Shamsud-Din Jabbar, un ancien militaire de 42 ans qui avait prêté allégeance à l’organisation État islamique a foncé dans la foule des réveillonneurs sur l'artère la plus touristique de  La Nouvelle-Orléans, Bourbon Street. Cet attentat a tué 15 personnes, et en a blessé 35 autres. Le conducteur a été abattu par la police. Quelques heures plus tard, à l'autre bout du pays, à Las Vegas, un Cybertruck est venu se garer devant l'entrée d'un hôtel Trump, et a explosé. Seul le chauffeur est mort[409].
- Allemagne : le 22 janvier, deux personnes, dont un enfant de 2 ans, ont été tuées dans une attaque au couteau de cuisine par un afghan de 28 ans dans un parc d’Aschaffenbourg[410].
- Allemagne : attentat du 13 février 2025 à Munich, un demandeur d’asile afghan de 24 ans au volant d’une voiture percute un groupe de personnes, faisant au moins trente-neuf blessés et deux morts : Une femme et sa fille de deux ans[411].
- République démocratique du Congo : massacre de Kasanga, le 12 février, 70 chrétiens sont retrouvés décapités dans une église protestante, présumément par les Forces démocratiques alliées (ADF), groupe affilé à l'État Islamique[412].
- Autriche : attaque du 15 février 2025 à Villach, un demandeur d'asile syrien de 23 ans tue un adolescent de 14 ans et blesse cinq autres personnes dans une attaque au couteau à Villach[413].
- Allemagne : attaque au Mémorial de l'Holocauste à Berlin, un réfugié syrien de 19 ans blesse grièvement un touriste espagnol avec la volonté de tuer des juifs[414].
- France : attaque du 22 février 2025 à Mulhouse, un clandestin algérien de 37 ans poignarde plusieurs passants, il y a un mort, et des policiers municipaux sont blessés[415].
- Nigeria : Des assaillants ont massacré jusqu’à 200 chrétiens dans l’État de Benue, au Nigeria, dans la nuit du vendredi 13 juin[416].
- Syrie : Attentat suicide dans une église de Damas par un kamikaze membre de l'Etat Islamique. Au moins 20 morts et 52 blessés[417].
- République démocratique du Congo : Massacre de Komanda, dans la nuit de samedi à dimanche 27 juillet, les Forces démocratiques alliées (ADF), groupe armé formé à l’origine d’anciens rebelles ougandais et qui a fait allégeance au groupe État islamique, attaquent la paroisse Bienheureuse Anuarite de Komanda dans la province de l’Ituri, dans le nord-est de la RDC: au moins 43 morts[418].